# Политическое устройство Тямпы

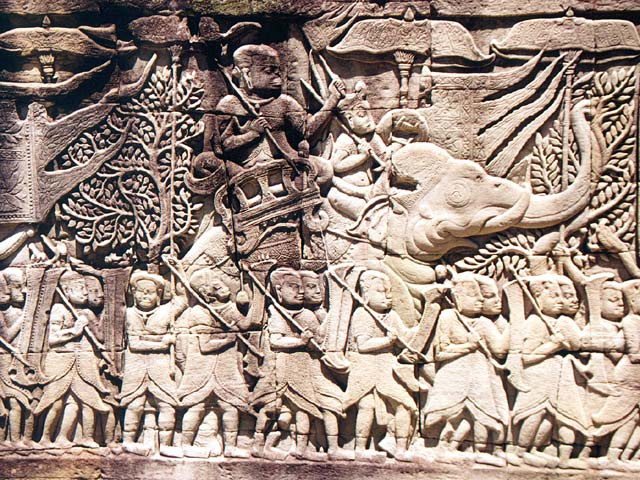
Кхмерская армия, идущая в поход против Тямпы. Рельеф в одном из храмов Ангкора, конец XII — начало XIII века

Политическое устройство Тямпы представляло собой систему властных отношений, основанную на религиозных и юридических нормах, заимствованных из Индии. Все тямские надписи, утверждающие верховную власть, ссылаются на индийские тексты. Само представление тямов о власти опиралось на культ богов индуистского пантеона. Политическая зрелость тямов пришлась на период с начала V до конца XV века. С VII века несколько царских династий начали объединять тямские земли, с IX века верховная власть сосредоточилась у «царя царей», которого признали все царства Тямпы. В этот период Тямпа занимала наибольшую территорию. На протяжении всей своей истории тямы совершали походы на соседние государства ради добычи и рабов, а также отражали регулярные нападения кхмеров, вьетов, яванцев и окрестных горных племён.
С X по XV век вьеты и тямы боролись друг против друга, отображая, по мнению историков, различные взгляды и культурное противостояние «китайского» (конфуцианского) и «индийского» (индуистского) миров, но параллельно они смешивались между собой в пограничных районах и перенимали у соседей характерные черты культуры, религии и быта. Фактическая независимость (временами — широкая автономия под властью единого «царя царей») нескольких царств, составлявших государство Тямпа, противоречила политическому строю централизованной империи вьетов. После разрушения своей столицы в 1471 году тямы навсегда потеряли политическую независимость и постепенно были ассимилированы переселившимися на юг вьетами. Небольшая часть тямов в южных районах Вьетнама смогла сохранить вассальное вьетам княжество Пандуранга, ликвидированное лишь в первой половине XIX века. Среди части тямов с XIV века распространился ислам, главными проповедниками которого были малайцы, которые издавна поддерживали тесные торговые связи с прибрежными районами южной Тямпы.
Политическое устройство Тямпы во многом основывалось на особенностях местности и менталитете населения. Тямы были народом мореплавателей и торговцев, они ориентировались главным образом на море, жили в изолированных приморских долинах, что затрудняло объединение отдельных сообществ в единое централизованное государство. Каждый участок побережья издавна был территорией одного рода, содружества родов или одной царской династии. Центральной фигурой тямской иерархии был царь, который иногда подчинял своей власти соседних правителей, становясь «царём царей». Таким образом, особенности рельефа, множество политических центров, частые войны с соседями и междоусобицы не способствовали установлению в Тямпе централизованной власти имперского типа.
С началом структуризации политической власти Тямпы (VII—IX века) каждый царь владел своей территорией, а «царь царей», если он был, обладал верховной властью. Столица страны находилась в том городе, где базировалась властвующая династия. Смена династии влекла за собой и смену столицы, что свидетельствовало о нестабильной политической ситуации в стране. Тямские надписи довольно подробно освещали деятельность царей, что позволяет современным учёным составить представление о характере царской власти в Тямпе. Цари стояли на вершине социальной иерархии страны, они были правителями и «хранителями земли», «образами» богов на земле, гарантами порядка, законности и соблюдения дхармы.

## История

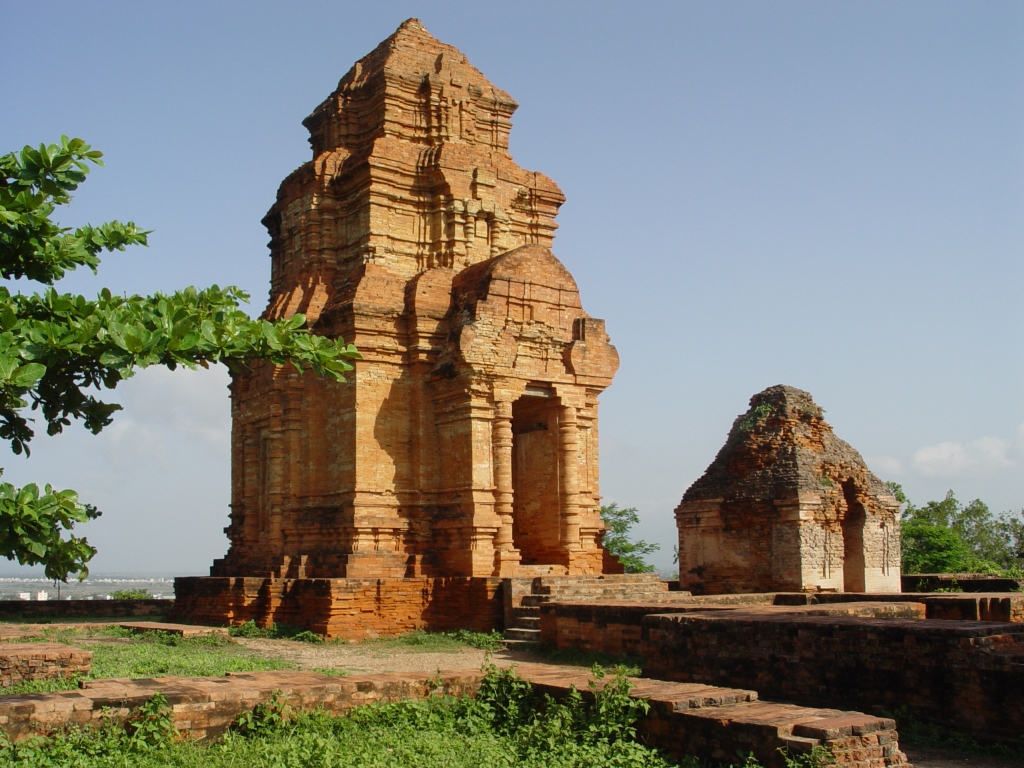
Башни в провинции Биньтхуан, построенные в VII веке

Древние тямы являлись австронезийским народом, который заселил приморские долины центрального Вьетнама и создал там несколько царств. Этногенез тямов до конца не изучен, вероятно, они прибыли на побережье Вьетнама морем с островов Малайского архипелага (язык современных тямов близок к малайскому и индонезийскому языкам, но имеет большое число заимствований из санскрита).
С первых веков своего существования тямские царства активно участвовали в торговле с «индийским миром» и усвоили пришедшие из Индии политические и религиозные нормы. Тямы пользовались индийским способом коммуникации, заимствовав алфавит брахми и использование надписей на каменных стелах для публикации политических и религиозных указов. Некоторые тямские правители покровительствовали буддизму, о чём свидетельствуют надписи из Вокани, датированные III веком.
Вслед за буддизмом стал распространяться и индуизм. Предшественником Тямпы было небольшое индуистское княжество Линьи, существовавшее на месте нынешнего города Хюэ в IV—VI веках. К V веку и Тямпа, находившаяся южнее Линьи, и соседний Бапном (Фунань) уже были индианизированы, но, в отличие от своих соседей (кхмеров и вьетов), тямы так и не создали сильного централизованного государства, на протяжении всей своей истории оставаясь хрупкой конфедерацией близких по культуре и религии территориальных образований.
В период своего наибольшего расцвета тямы занимали территорию от хребта Хоаньшон на севере (район современной границы между провинциями Хатинь и Куангбинь), вдоль хребта Чыонгшон на западе до дельты Меконга на юге. Протяжённое морское побережье и удобные бухты способствовали развитию мореплавания и торговли между Индийским океаном и Южно-Китайским морем, а это, в свою очередь, сделало тямов открытыми для культурных влияний со стороны Индии, Явы и Суматры. Тямы были воинственным народом и совершали частые походы против своих соседей. В V веке военный союз кхмерских вождей освободился из-под власти тямов, которые взимали дань с кхмерских земель.
Согласно самым ранним надписям на санскрите, в начале V века царь Бхадраварман I основал святилище, посвящённое индуистскому божеству Шиве Бхадрешваре. Именно с тех пор Мишон превратился в религиозный центр тямской монархии. Столица Бхадравармана I находилась, вероятно, восточнее Мишона, в районе нынешнего городка Чакиеу (Чакьеу) в провинции Куангнам, где были найдены тексты этого царя на чамском языке и санскрите. В первой трети VII века в надписях впервые встречается упоминание «Тямпы» («земли тямов»). В середине VIII века, с приходом к власти новой династии, политический центр Тямпы переместился в южные области — Каутхару и Пандурангу. Примерно в это же время прибрежные районы Тямпы подверглись нападению «яванцев» (вероятно, отрядов Матарама или Шривиджаи).
С 875 по 989 года в Индрапуре правила династия Уроджа, основателем которой являлся Джайя Индраварман (также эта династия по названию столицы известна как Индрапурская). Ныне археологические остатки Индрапуры находятся у городка Донгзыонг, известного руинами грандиозного храмового комплекса (уезд Тхангбинь провинции Куангнам, южнее города Хойан). Согласно тямским поверьям, Индрапурская династия вела своё происхождение от Бхургу (Бхригу), который получил власть от Шивы, а затем передал её мифическому царю Уродже, посланному править на землях Тямпы. Также «первый царь» Уроджа считался основателем культа Бхадрешвары — покровителя царской власти Тямпы.

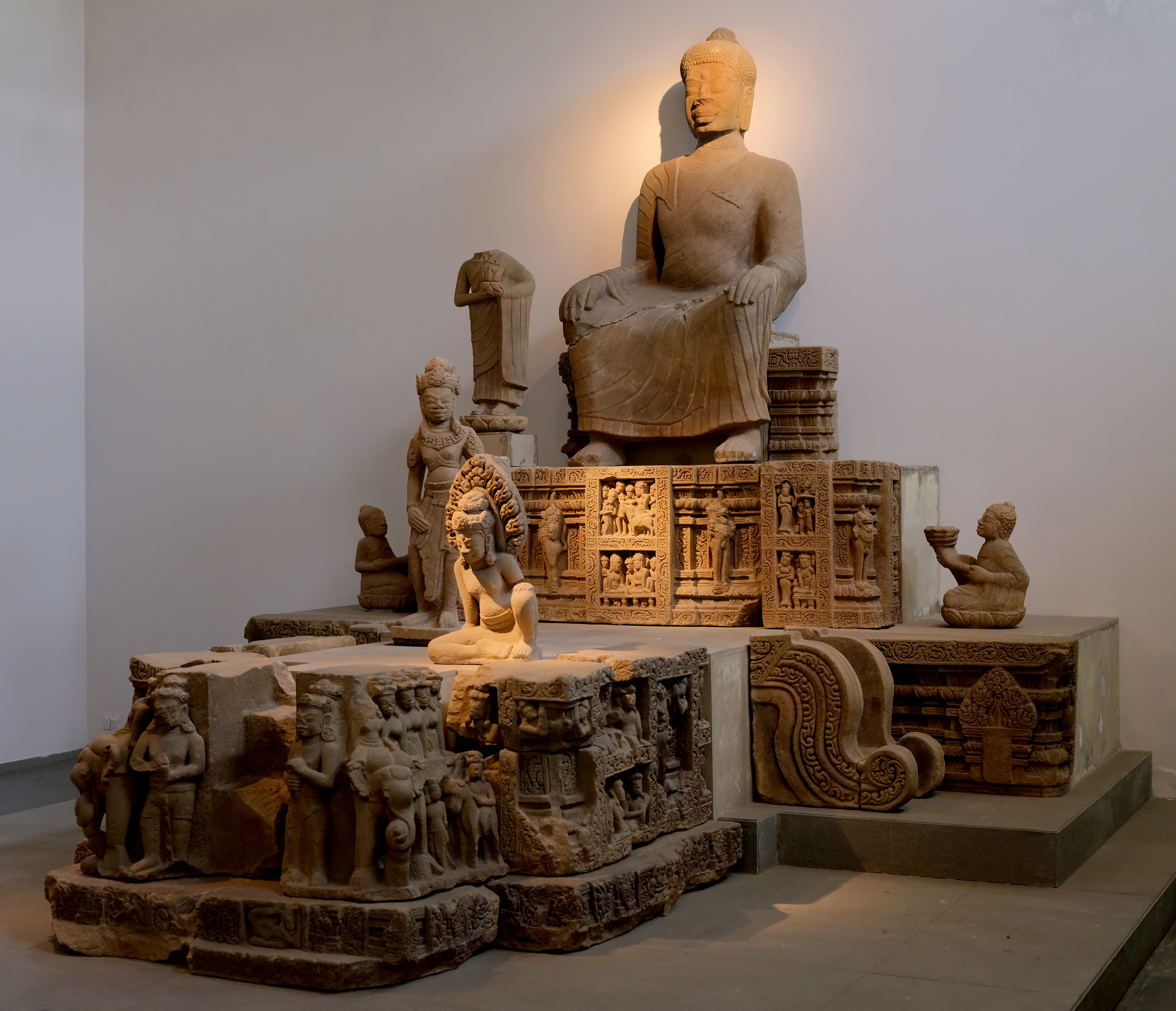
Пьедестал из храма в Донгзыонге. Конец IX — начало X века. Музей тямской скульптуры в Дананге

Завоевавший трон Джайя Индраварман провозгласил себя славным потомком рода Уроджи, получившим своё царство от предков. Видимо, он был незнатного происхождения и выдумал эту генеалогическую конструкцию для придания веса своему роду, а титул «царь царей» получил благодаря браку с царицей Раджакулой Харадеви. Именно её род выдвигал самые влиятельные исторические фигуры Тямпы X века. Так как наследование происходило по женской линии, женщины рода Харадеви играли важную роль при дворе и нередко с их помощью осуществлялась смена правящих династий. О влиянии женщин в этот период свидетельствует тот факт, что впервые в письменных источниках супруги царей упоминаются поимённо.
Буддист Джайя Индраварман дал своё имя новой столице Индрапуре и заложил рядом храмовый комплекс Донгзыонг, согласно сохранившимся источникам его правление было «мирным и сытым». Территория, находившаяся под прямым контролем Джайи Индравармана, простиралась от устья реки Чакхук (нынешний город Куангнгай в одноимённой провинции) до современного города Дананг, а его власть признавали от нынешней провинции Ниньтхуан на юге до провинции Куангбинь на севере. В правление Джайи Индравармана были установлены мирные отношения с индуистскими царствами Суматры и центральной Явы. В 898 году первого «земного» царя династии сменил Джайя Симхаварман, правивший до 908 года. Он приходился племянником Джайе Индраварману, а его брак позволил Индрапурской династии подчинить земли другой династии с центром в городе Тривикрамапура (также известен как Вишнупура — нынешний город Ньянбьеу в провинции Куангчи). С 908 по 916 год в Тямпе правил царь Бхадраварман II, с 916 до 950 года — царь Индраварман III, с 972 по 982 год — царь Парамешвара (он же Парамешвараварман).
X век являлся «золотым веком» искусства Тямпы. После недолгого расцвета махаянского буддизма случился возврат к традиционному шиваизму. В 945—946 годах опекуны малолетнего кхмерского царя Раджендравармана II совершили ряд удачных походов против Тямпы, разграбив её столицу и храмовый комплекс По-Нагар (современный Нячанг в провинции Кханьхоа), откуда была похищена золотая статуя богини Бхагавати. На некоторое время Тямпа стала вассалом Камбуджадеши. В 979 году, после смерти императора Динь Бо Линя, тямы с помощью одного из «двенадцати вельмож» Нго Нят Кханя (зятя убитого императора) напали на столицу Дайковьета Хоалы. Однако буря уничтожила большую часть тямского флота, после чего Нго Нят Кхань бежал в Тямпу, откуда совершал набеги на пограничные области Дайковьета. В 980 году Парамешвара пленил вьетское посольство, отправленное к нему императором Ле Дай Ханем. В ответ Ле Дай Хань послал против тямов карательную экспедицию.
В 982 году войска Ле Дай Ханя взяли приступом Индрапуру, сожгли и разрушили город, а также убили царя Парамешвару. Разрушение Индрапуры привело к смене власти и переносу столицы, поскольку в Тямпе каждая династия была тесно связана с собственной территорией (имеющиеся источники не упоминают, какая династия пришла к власти и где именно находилась новая столица). В 983 году Ли Ке Тонг захватил власть на севере ослабленной Тямпы и объявил себя царём. Вскоре ему удалось даже отразить наступление карательной экспедиции, посланной императором Ле Дай Ханем. В 985 году Тямпа просила помощи у Китая, но империя Сун предпочла не вмешиваться в конфликт. В соседние страны устремился поток тямских беженцев. Опасаясь внутренних распрей, царь Тямпы и члены его семьи признали власть императора Дайковьета.

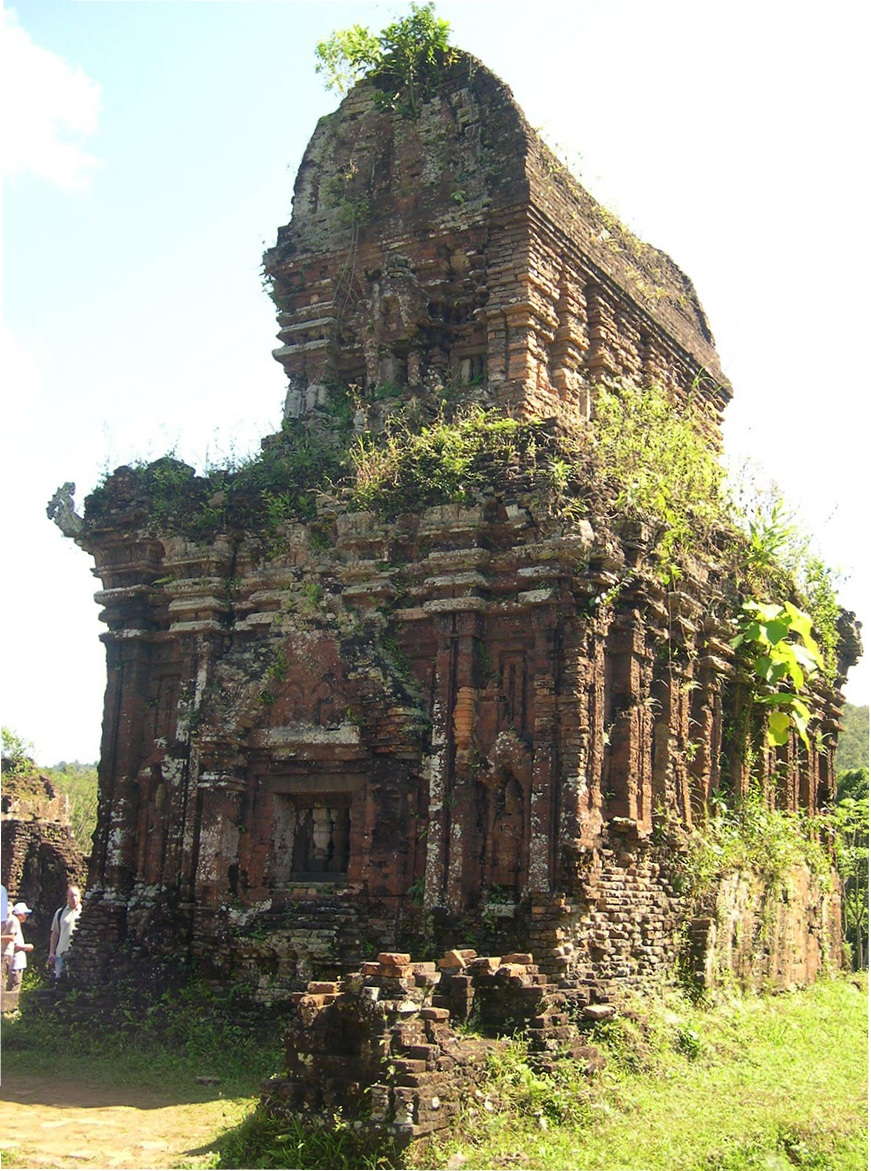
Руины храмового комплекса в Мишоне. X—XI века

В 988 году Ли Ке Тонг умирает, а новый царь Хариварман II вновь просит помощи у Китая против вьетов. Китайский император призывает правителя Дайковьета не переходить границу Тямпы, но этим его вмешательство в конфликт ограничивается. В первой половине XI века отсутствуют исторические данные о Тямпе, что связано, вероятно, с периодом смут и династических споров. Тямские источники ничего не сообщают о царях, столице или о политическом устройстве страны; редкие упоминания о Тямпе встречаются лишь во вьетских и китайских источниках.
Согласно некоторым из них, преемник Харивармана II, известный под именем Ян Пу Ку, в начале XI века перенёс столицу новой династии в область Виджайя (окрестности современного Куинёна в провинции Биньдинь). В 1020 году войска Дайковьета штурмовали крепость на северной окраине Тямпы (территория нынешней провинции Куангбинь), при этом погиб видный тямский полководец. Около 1025 года начинается «Марш на юг» («Нам тьен») — процесс колонизации вьетами тямских земель, растянувшийся на пять столетий. В 1031 году император Ли Тхай-тонг нанёс очередное поражение Тямпе, в честь чего построил по всей стране 95 пагод.
К 1040 году, по данным вьетских летописей, множество тямов стали «союзниками» Дайковьета, в том числе некоторые члены царской семьи. В 1043 году для похода на Тямпу вьеты построили несколько сотен военных судов. В 1044 году вьеты перешли в наступление и разбили армию тямов. Часть тямов спаслась бегством, но их царь попал в плен и был обезглавлен. Для огромного царского гарема, захваченного в плен, в 1046 году в Тханглонге был построен специальный дворец. Дайковьет принудил Тямпу платить регулярную дань.
В 1050 году царь Каутхары Парамешвараварман (он же Джайя Парамешвараварман I) покорил соседнее царство Пандуранга и правил там с помощью двух своих племянников. В этом же году Тямпа посылала дань императору вьетов (в 1055 году Тямпа выплатила новую дань Дайвьету), но точно определить какое из тямских царств делало это, не представляется возможным. По всей видимости, в северной части Тямпы в этот период существовало несколько царских династий, враждебных друг другу. Кроме того, цари северной Тямпы часто нападали на владения вьетов, в ответ получая карательные экспедиции, разрушавшие тямские города и деревни.

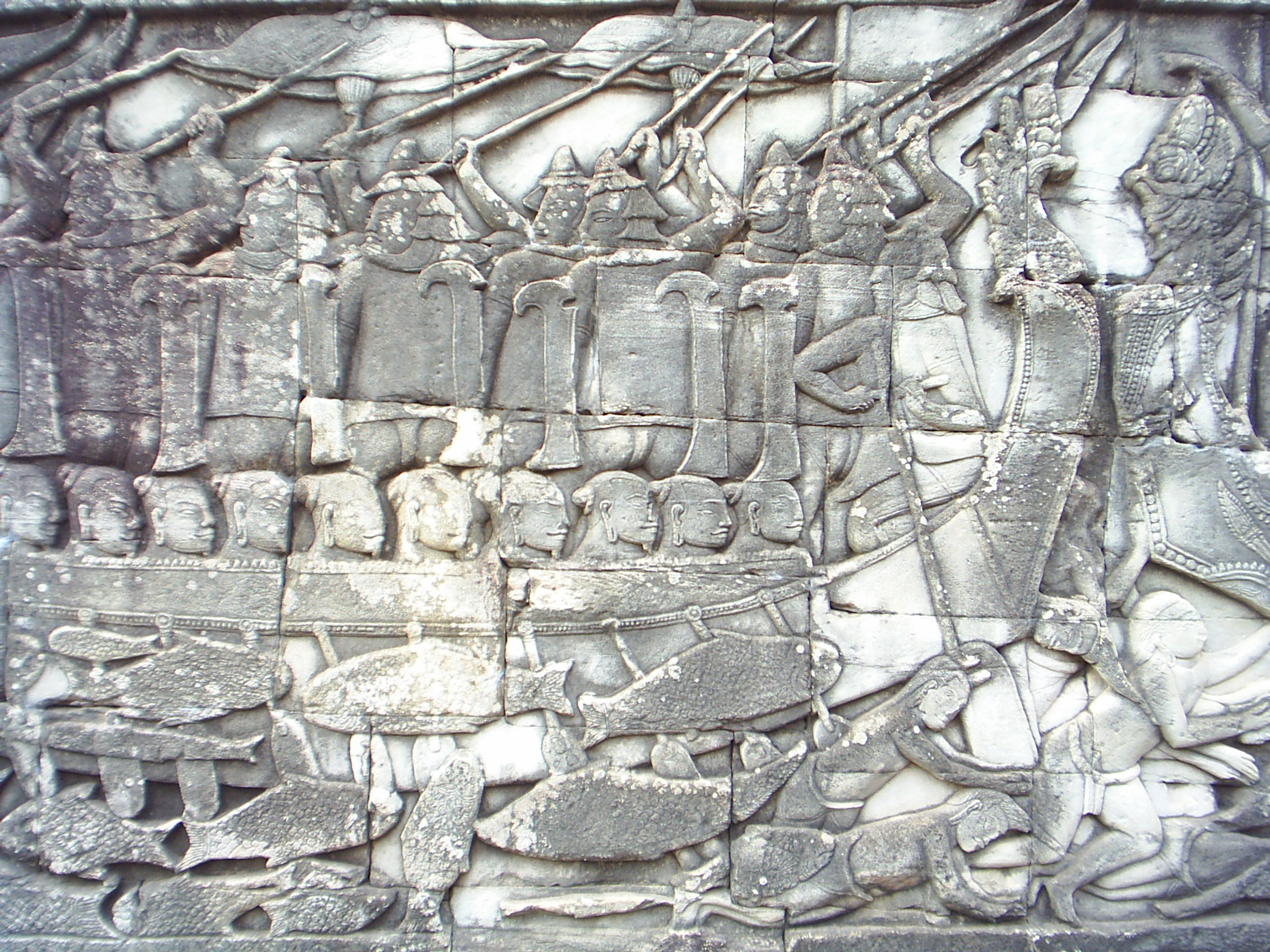
Сражение между флотом Тямпы и кхмерами. Барельеф из Байона

В 1056 году армия Тямпы напала на Камбуджадешу и захватила город Самбхупура на Меконге. Добычей тямов стали многочисленные военнопленные, по возвращении проданные в рабство. С 1064 по 1069 года в Тямпе правил царь Рудраварман III, совершивший ряд походов против Дайвьета (вьеты в 1067—1068 годах смогли отразить вторжения тямов и удержать свою южную границу). Кроме того, правя из Каутхары, Рудраварман несколько раз усмирял непокорное царство Пандуранга.
В 1069 году вьеты, обеспокоенные постоянными нападениями со стороны тямов, вторглись в Тямпу, сожгли её столицу и преследовали тямскую армию до границ Кхмерской империи. Согласно вьетским источникам, попавший в плен Рудраварман был вынужден уступить императору Дайвьета три своих округа. Вскоре эти аннексированные тямские земли (территория нынешних провинций Куангбинь и Куангчи) были заселены вьетскими крестьянами, специально завербованными властями Дайвьета.
Несмотря на частые войны с Тямпой, императоры династии Ли с почтением относились к главным тямским божествам, особенно к «богине страны» Янг пу Нагара (она же По Нагар). После разрушительного похода вьетов в Тямпе разгорается междоусобная война (1069—1084), которая приводит к ещё большему расколу страны на южную и северную части с различными династиями во главе. В 1074 году к власти приходит князь Тханг, взошедший на престол как царь Хариварман IV. Он основывает новую династию Пралейешвара, правившую в Тямпе до 1129 года, и возобновляет походы против вьетов.
В 1076 году империя Сун заключила союз с тямами и кхмерами, после чего напала на Дайвьет. Однако конфликт между Тямпой и Кхмерской империей привёл к тому, что Дайвьет в 1076—1080 годах не только отразил китайско-тямское вторжение, но и нанёс поражение непрочной коалиции. Войска кхмерского царя Харшавармана III предприняли поход против Тямпы, но были разбиты и понесли большие потери (тямы преследовали кхмеров до берегов Меконга, вернувшись на родину с богатой добычей). В 1080 (или 1081) году царь Хариварман IV вновь разбил армию Камбуджадеши при Сомешваре и взял в плен кхмерского полководца, однако вскоре после победы умер. На трон под именем царя Джайя Индравармана II взошёл сын Харивармана принц Вак, но его сместил собственный дядя — князь Панг, который воцарился под именем Парамабодхисатвы. Новый царь Тямпы начал отстраивать разорённый Мишон, в частности, преподносил богатые дары храму Ишанабхадрешвары.
В 1084 году Парамабодхисатва провозгласил себя «царём единого зонта» (то есть царём всех царей) и объединил под своей властью всю Тямпу. Белый зонт как важнейшая царская инсигния символизировал собирание тямских земель под единой властью общего для всех государя. В 1086 году вернувшийся в столицу Джайя Индраварман II сверг дядю, вернул себе законный трон и правил страной до 1113 года. В 1094 году Дайвьет отправил в Тямпу посольство с требованием дани, но получил категорический отказ.

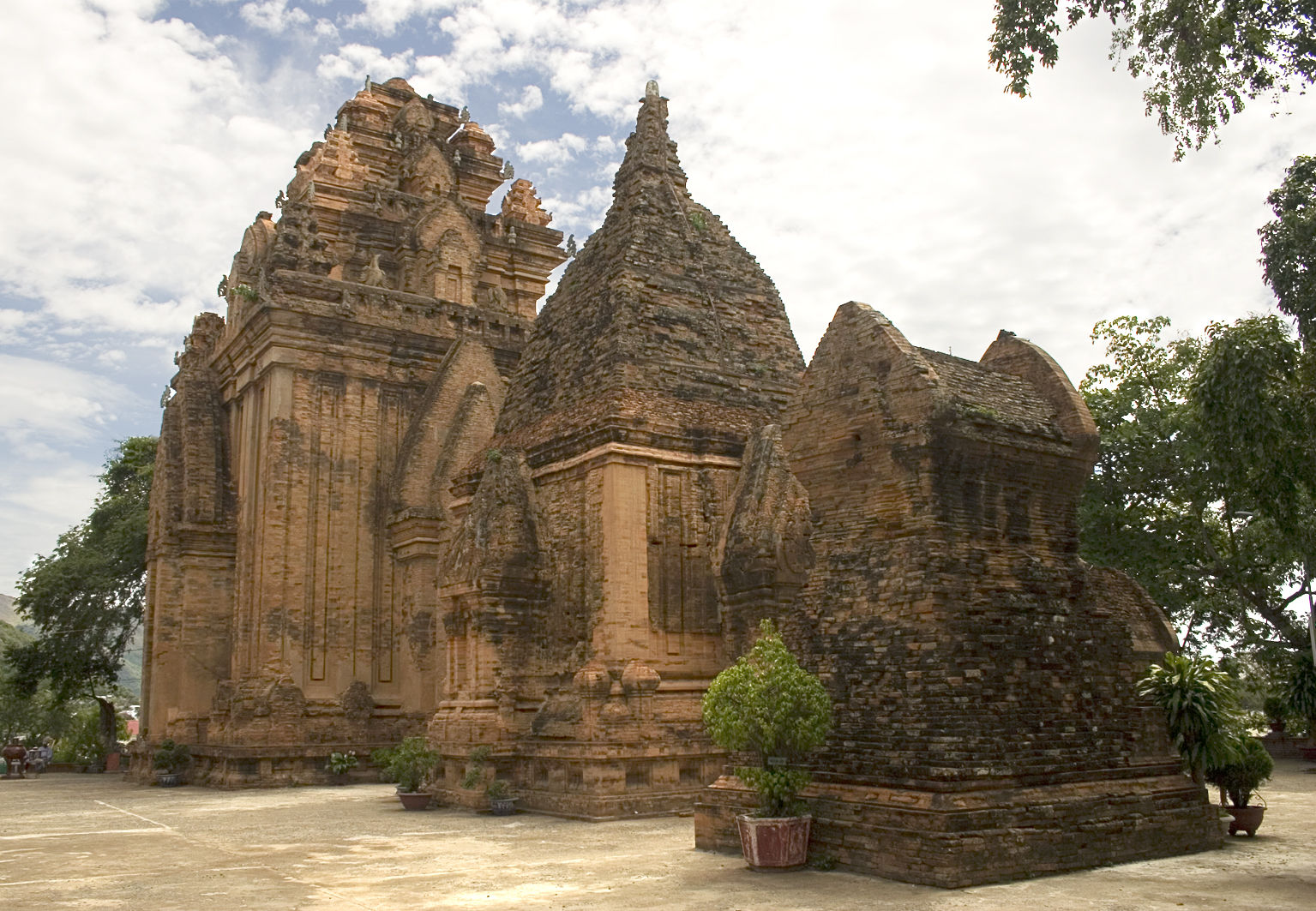
Храмовый комплекс По-Нагар

В 1103 году тямы предпринимали многочисленные набеги на южные границы Дайвьета и постепенно заняли три округа, уступленные царём Рудраварманом III в 1069 году. Однако уже в 1104 году Дайвьет силой вернул себе контроль над спорными пограничными округами и принудил Тямпу к регулярной выплате дани. С 1113 по 1129 год в Тямпе правил царь Хариварман V.
В правление кхмерского царя Сурьявармана II (особенно в 1123—1124 и 1130 годах) кхмеры и тямы массово бежали в Дайвьет. Также процветала работорговля: в пограничных областях тямы похищали вьетов и продавали их кхмерам. В 1130—1131 годах Тямпа и Камбуджадеша заключили союз для совместных набегов на Дайвьет, но император Ли Тхан-тонг в 1132 году нанёс им поражение. В 1135 году Тямпа и Кхмерская империя заключили мир с Дайвьетом, но кхмеры вскоре нарушили его. В 1139—1162 годах в Тямпе правила династия Викитрасагара, основанная царём Джайя Индраварманом III (ни ареал, ни столица этой династии неизвестны).
В 1145 году правитель Камбуджадеши Сурьяварман II завоевал Тямпу, при вторжении погибли царь Джайя Индраварман III и значительная часть его армии. На тямский престол взошёл князь Шиванандана, взявший имя Джайя Хариварман I, но в 1147 году под натиском кхмеров он был вынужден бежать в Пандурангу. Джайя Хариварман неоднократно вступал в битвы с кхмерами, которые утвердились в новой столице Виджайе, а в 1149 году захватил Виджайю и короновался там как «царь царей» Тямпы. Вскоре Джайя Хариварман вступил в союзнические отношения с Камбуджадешей, а в 1151 году начал войну против горных племён, которые провозгласили царём его шурина Вамшараджу. В 1152 году потерпевший поражение Вамшараджа бежал в Дайвьет и просил помощи в «овладении престолом Тямпы», но вьетский император ответил ему отказом. Правление Джайи Харивармана в середине XII века отмечено новым расцветом искусства в храмовых комплексах Мишон и По-Нагар.
В 1154 году Джайя Хариварман предлагал выдать дочь за вьетнамского императора и получил от того согласие. В том же году в Пандуранге и соседних областях вспыхнул мятеж и Джайе Хариварману с трудом удалось удержать власть. Позже войска кхмерского царя Дхараниндравармана II нарушили перемирие и осадили Виджайю, но тямам удалось отстоять независимость. В 1160 году Джайя Хариварман победил всех противников и остался единственным правителем Тямпы. В 1165—1183 годах в Виджайе правил Джайя Индраварман IV. При нём резко возросло значение Виджайи как политического центра Тямпы и сократилось влияние знатных региональных родов. С 1166 года возобновились регулярные нападения тямов на Дайвьет (быстроходные тямские суда разоряли прибрежные районы к северу от перевала Хайван, угоняя жителей в рабство). В 1167 году вьеты предприняли ответный поход, однако Тямпа уклонилась от сражения и прислала в лагерь вьетов мирную делегацию с богатыми подарками. Конфликт между Тямпой и Дайвьетом удалось решить дипломатическим путём. Осенью того же 1167 года посольство Тямпы прибыло ко двору в Чжунду.
В 1177 году, воспользовавшись смутой и династическими спорами в Камбуджадеше, войска Тямпы в союзе с Дайвьетом разграбили кхмерскую столицу Яшодхарапуру (успех походу принёс тямский флот, быстро поднявшийся из Южно-Китайского моря по Меконгу, Тонлесапу, Большому озеру и Сиемреапу). Попутно Джайя Индраварман IV усмирил свои провинции, граничившие с Дайвьетом. Кхмеры реорганизовали и усилили флот, начали контрнаступление и в 1181 году в морском сражении нанесли поражение тямам, решившее исход пятилетней войны. В 1190 году кхмерский царь Джайаварман VII захватил Виджайю и увёл пленённого тямского царя Джайю Индравармана V в Ангкор. Тямпа разделилась на две части: в Виджайе правил зять кхмерского царя Сурьяджайявармадева, а в Раджапуре (Пандуранга) под именем Сурьяварман (он же Шри-Сурьявармадева) воцарился князь Видьянандана. Воспитанный в Камбуджадеше, фактически он являлся вассалом кхмерского правителя Виджайи.

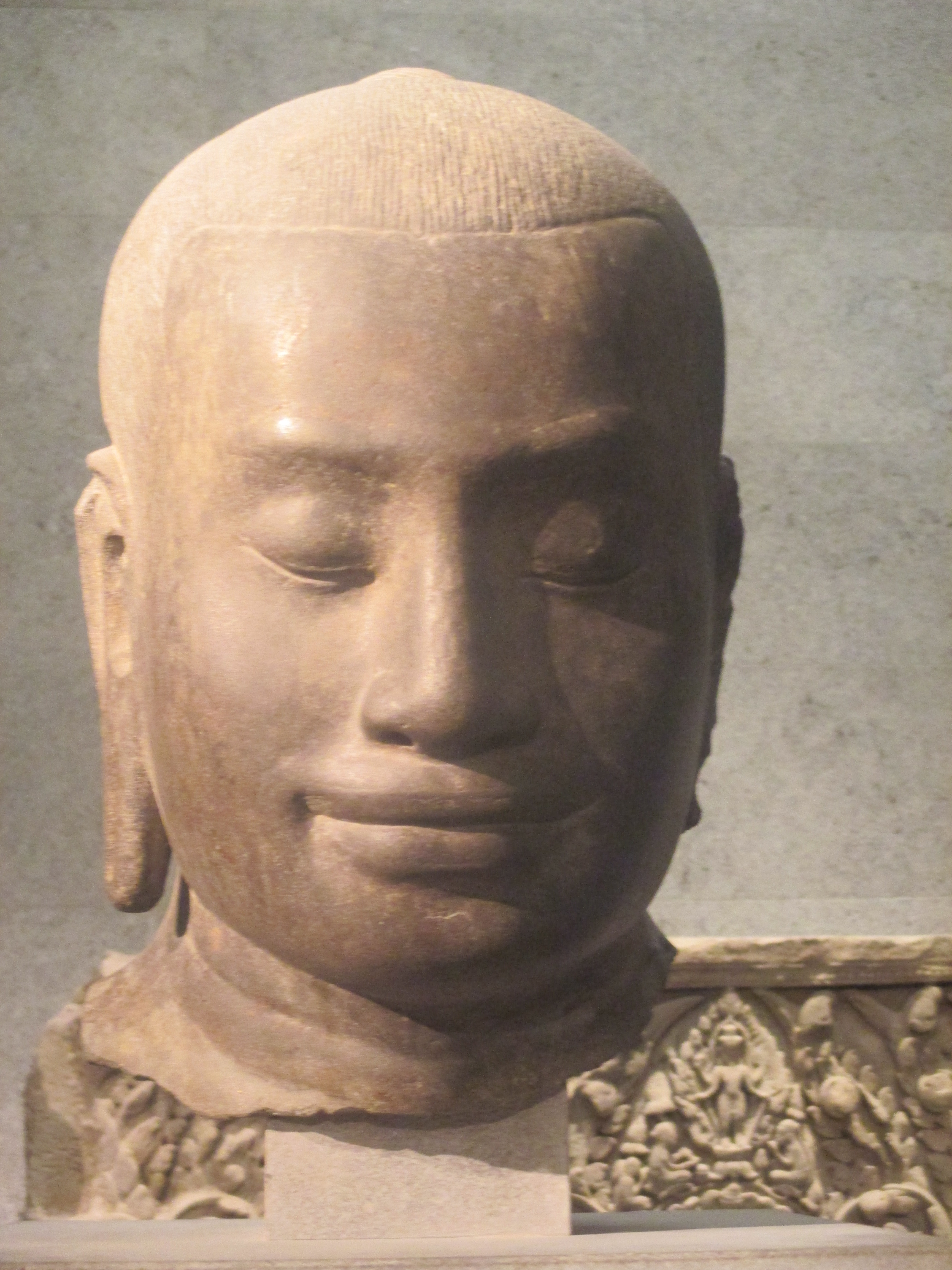
Голова Джайавармана VII. Парижский музей Гиме

В 1192 году тямы нанесли поражение кхмерам, которые были вынуждены оставить Виджайю. В 1193—1194 годах Джайаварман VII несколько раз пытался вновь овладеть Виджайей, но все его попытки окончились безуспешно. В 1198 году на тямский престол официально взошёл царь Сурьяварман, которого в 1199 году признали императорские дворы Дайвьета и Китая. Однако отдельные гарнизоны кхмерских войск оставались в Тямпе до самой смерти Джайавармана VII и окончательно покинули страну лишь в 1223 году.
В 1201—1202 годах кхмерские войска под командованием тямского князя Аншараджи, воспитанного при дворе в Ангкоре, начали наступление на вьетов и в 1203 году разграбили Дайвьет. С 1226 года Аншараджа правил в Виджайе под именем Джайя Парамешвараварман II. В 1233 году он объявил себя «царём единого зонта» и начал восстанавливать главные святилища Тямпы в Мишоне и По-Нагаре.
В 1252 году армия Дайвьета разрушила столицу Тямпы, взяла в плен царицу и царский гарем, а также многих жителей Виджайи. Этот карательный рейд, направленный против грабительских походов тямов, надолго обезопасил южные границы вьетов и, вероятно, привёл к смерти престарелого царя Джайя Парамешваравармана II. Его младший брат принц Харидева наследовал тямский престол под именем Джайя Индраварман VI, но в 1257 году он был убит своим племянником, тоже принцем Харидевой, захватившим после этого власть над Тямпой.
В 1278 году в Тямпу прибыли послы монгольского хана Хубилая, получившие от царя традиционное, но формальное согласие подчиняться Юаням. В 1279 году послы Юани потребовали от царя Тямпы лично явиться в Пекин, но он в 1280 году отправил в Китай лишь посольство. Попутно Тямпа пыталась заключить союз с Дайвьетом, а в 1282 году тямы задержали юаньских послов, следовавших на юг. Это было воспринято как открытое неповиновение и в конце 1282 года 200-тысячная армия Юаней под командованием Сагату на 350 судах вышла из Гуандуна и высадилась в Тямпе, осадив порт Мучэн (тямское название города неизвестно).
Крепость Мучэна охранял мощный гарнизон, вооружённый пушками ближневосточного производства. После нескольких отказов от сдачи, полученных от тямов, Сагату штурмом взял крепость, после чего захватил Виджайю и другие города Тямпы. Понеся большие потери, остатки тямской армии ушли в горы и перешли к партизанской борьбе. Весной 1283 года большой монгольский отряд, направленный в горы, попал в ловушку и был разбит в узком ущелье. Сагату перешёл к обороне и более не пытался продвинуться в глубь страны. В середине 1284 года в порт Мучэна прибыло 20-тысячное подкрепление во главе с Хутухту, который заключил перемирие к правителем Тямпы.
В начале 1285 года монголо-китайские войска Сагату вторглись с территории Тямпы в южные районы Дайвьета, однако потерпели поражение и были эвакуированы флотом адмирала Омара. Таким образом, тямская армия под командованием будущего царя Джайя Симхавармана III отразила вторжение монголов и косвенно поспособствовала победе вьетов. В этом же году Тямпу посетил венецианский купец и путешественник Марко Поло, который в своих записках упоминал об этой войне. В 1306 году царь Джайя Симхаварман III получил в жёны вьетскую принцессу; в ответ он уступил Дайвьету два округа к северу от перевала Хайван (территория современных провинций Куангчи и Тхыатхьен-Хюэ). Этот брак позволил вьетам впервые поселиться на тямских землях южнее нынешнего города Хюэ и вплотную приблизиться к территории царства Индрапура.
Против этого династического брака выступали многие влиятельные мандарины вьетского двора, которые после смерти Джайя Симхавармана организовали побег принцессы из Тямпы, чем спасли ей жизнь (согласно тямскому обычаю, вдов сжигали на погребальном костре покойного мужа). Уступленные территории стали предметом раздора между Тямпой и Дайвьетом. Поначалу местное тямское население сопротивлялось, но власти Дайвьета раздали крестьянам земли и на три года освободили их от любых налогов. В 1307 году царём Тямпы становится Те Ти (его тямское имя точно неизвестно, предположительно — Джайя Симхаварман IV). В 1311 году армия Дайвьета совершила поход против Тямпы и взяла в плен царя Те Ти, который умер в неволе на чужбине. Тямский престол занял Те Нанг (тямское имя также неизвестно), который в 1311—1312 годах пытался вернуть утраченные земли. Однако мощное контрнаступление Дайвьета вынудило Те Нанга бежать в Шривиджаю, на родину своей матери.
С 1318 по 1342 год в Тямпе правил царь Те Анан (его тямское имя неизвестно). В его правление отношения между Тямпой и Дайвьетом были крайне напряжёнными и тямам несколько раз удавалось разбить войска вьетов (наиболее крупные войны происходили в 1318 и 1326 годах). После смерти Те Анана в Тямпе имелись проблемы с престолонаследием, пока в 1360 году престол не занял Те Бонг Нга (тямское имя неизвестно), правивший до 1389 года. Он неоднократно опустошал южные провинции ослабленного Дайвьета, а в 1371, 1377 и 1382 годах трижды разграбил столицу страны Тханглонг (во время этих нападений тямы захватили богатые трофеи и множество пленных, разрушили царские дворцы и уничтожили архивы вьетов). После гибели Те Бонг Нга в одном из сражений в 1389—1400 годах в Тямпе правил царь Джайя Симхаварман V.

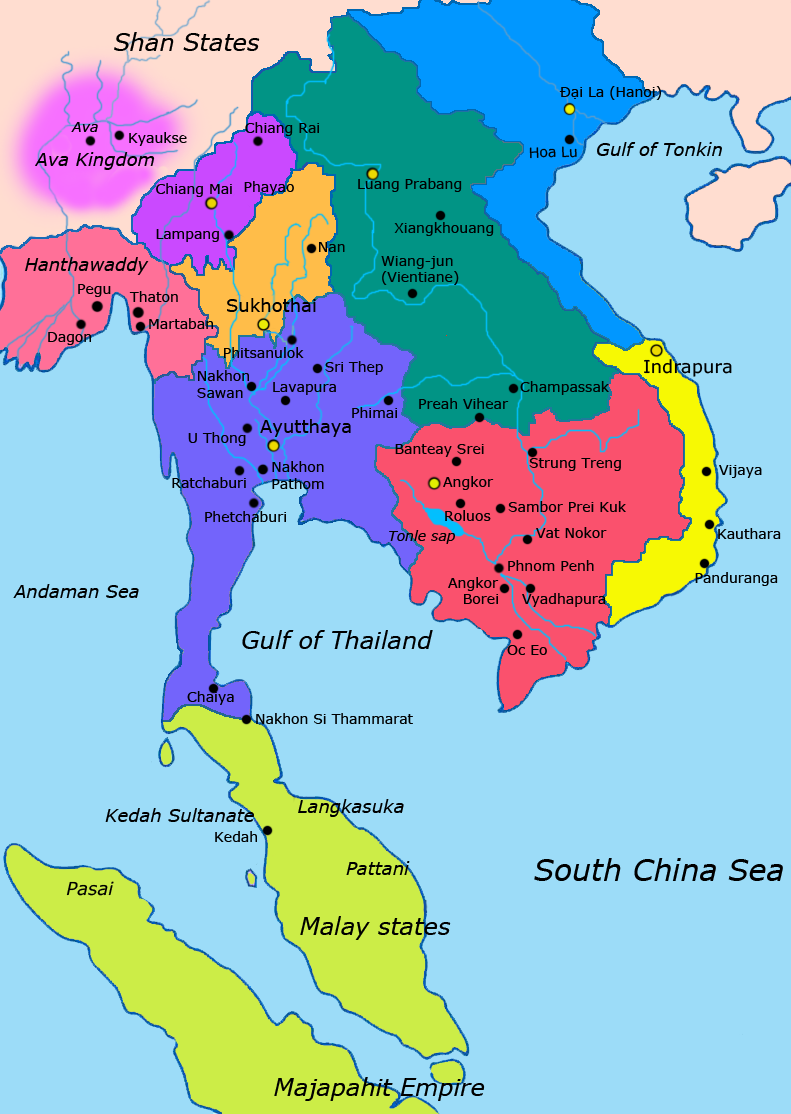
Юго-Восточная Азия в начале XV века
Синий: Дайнгу
Жёлтый: Тямпа
Темно-зелёный: Лансанг
Красный: Кхмерская империя

В правление династии Хо вьеты усилили наступление на тямов и захват южных земель. Войска Дайнгу занимали одну тямскую крепость за другой, методично продвигаясь вглубь вражеской территории (осада одной из тямских крепостей продолжалась девять месяцев и завершилась взятием). Нередко на должности губернаторов пограничных областей стали назначаться перешедшие на сторону вьетов тямские аристократы, которые охраняли земли от нападений соотечественников и усмиряли тямское население.
С 1400 по 1411 год на тямском престоле находился царь Вира Бхадраварман. В 1402 году под угрозой вьетского вторжения он согласился платить дань Дайнгу и уступил территорию нынешней провинции Куангнам, которую вьеты с 1403 года начали организованно заселять (для этих целей власти направили поток вьетских переселенцев в южную часть Куангнама, что ещё более обострило отношения с Тямпой). Вира Бхадраварман обратился за помощью к Китаю, Мины ответили согласием и в 1407 году на два десятилетия оккупировали Дайвьет, что позволило Тямпе ненадолго вернуть контроль над спорным Куангнамом.
В 1433 году тямы предприняли попытку вторгнуться в Дайвьет, но не смогли продвинуться вглубь территории, поскольку население Куангнама осталось верным вьетскому императору. С 1441 по 1446 год тямский престол занимал царь Махавиджайя (Маджа Виджайя), в правление которого тямы продолжали нападать на Куангнам и угонять жителей в рабство.
В 1446 году император Ле Нян-тонг разорил Виджайю, захватил в плен царя и увёз его в Тайдо. Вьеты смогли продвинуться до границы нынешней провинции Куангнгай. Пленённый племянник Махавиджайи присягнул на верность Дайвьету и вступил на тямский престол под именем Махагвилаи (Мохо Куэй-Лай). После него на троне находилось несколько малозначительных правителей, пока в 1466 году царём не становится Бан Ла Ча Тоан, который после долгого перерыва возобновил набеги на пограничные районы Дайвьета.
Император Ле Тхань-тонг решает покончить с опасным соседом. В 1471 году армия Дайвьета разрушила тямскую столицу Виджайю, истребила около 60 тыс. человек и увела в плен более 30 тыс. тямов, включая царя и членов его семьи (Бан Ла Ча Тоан заболел и скончался в неволе). Тямпа навсегда потеряла свои земли к северу от мыса Кега (до современной провинции Кханьхоа). Вьеты быстро заселили захваченные земли и приступили к культурной ассимиляции тямов. В 1499 году император Ле Хьен-тонг запретил всем вьетам брать в жёны тямских женщин. В 1509 году власти Дайвьета учинили жестокую резню тямов. По одной версии, был раскрыт антиправительственный заговор; согласно другим сведениям, конфуцианцы таким образом стремились пресечь распространение индуистских обрядов и «тямской магии».

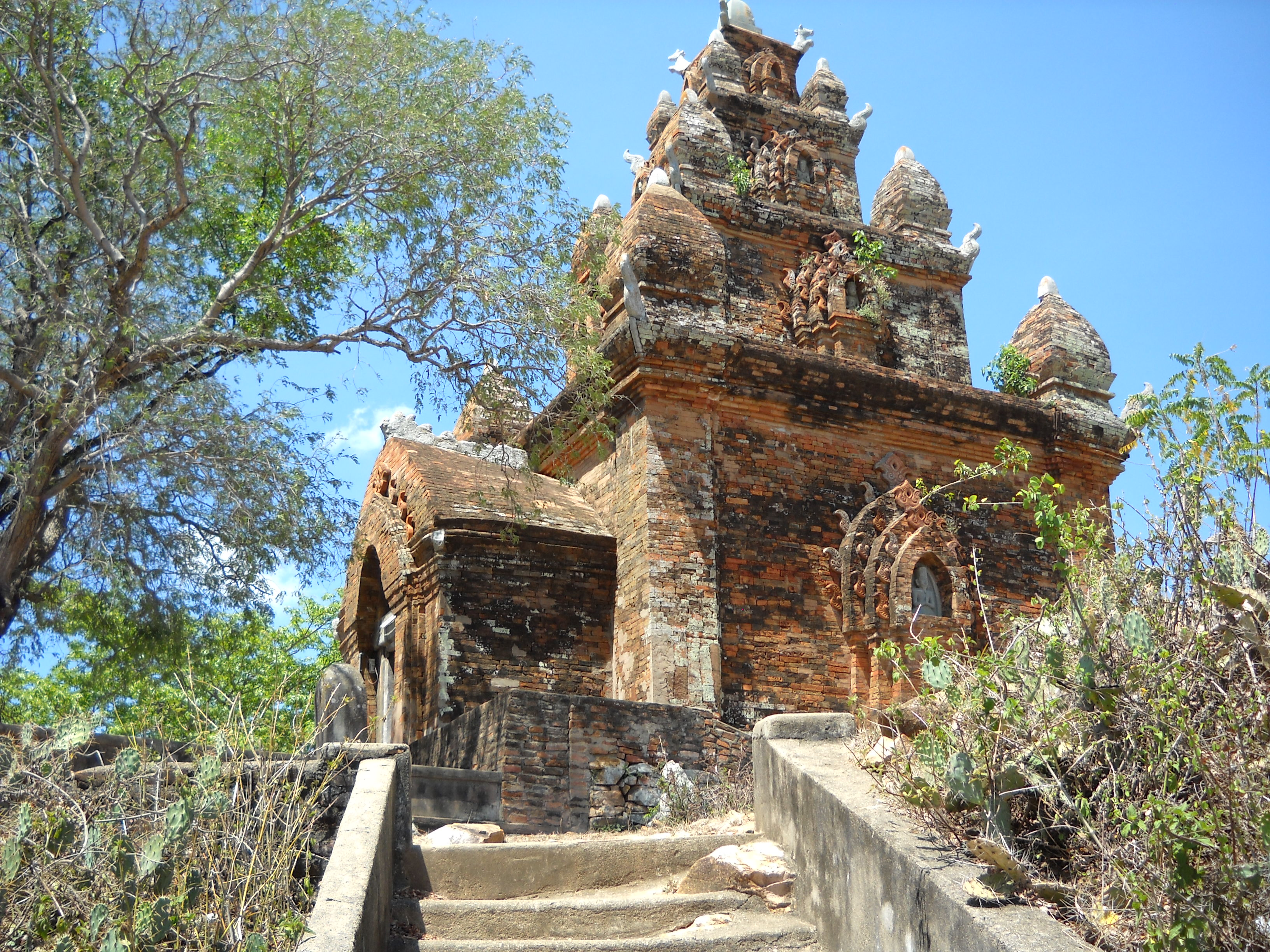
Храм По-Роме

История Тямпы после разрушения Виджайи в 1471 году изучена крайне слабо. В 1543 году было зафиксировано последнее посольство Тямпы в Китай. К первой половине XVI века относится группа храмов По-Роме в окрестностях современного города Фанранг-Тхаптям. Видимо, там находилась столица страны, а северная граница Тямпы оставалась в районе мыса Кега (Варелла).
Большая часть тямов ассимилировалась пришлыми вьетами, остальные принимали ислам или сохраняли верность индуизму. Кроме храмов По-Роме важным религиозным и культурным центром тямов оставался комплекс По-Клонг-Гарай в Фанранге. В 1692 году почти все оставшиеся земли Тямпы между мысом Кега и дельтой Меконга были поглощены Дайвьетом. Несмотря на это, тямские цари сохранили формальную независимость до 1822 года (крошечное княжество севернее мыса Кега сохраняло свою автономию ещё дольше).
В первой половине XVIII века территория Тямпы сжалась до нескольких приморских районов вокруг Фантхьета. В 1830-х годах основное святилище По-Роме было сожжено войсками династии Нгуенов. Согласно переписи 1993 года во Вьетнаме проживало 77 тыс. тямов. Основным ареалом их проживания были прибрежные районы провинций Биньтхуан, Ниньтхуан и Кханьхоа, небольшие группы тямов жили в провинциях Анзянг, Донгтхап, Кьензянг и Тэйнинь. Примерно две трети тямов придерживались индуизма, около трети — ислама, небольшая часть — католицизма.

## Царская власть

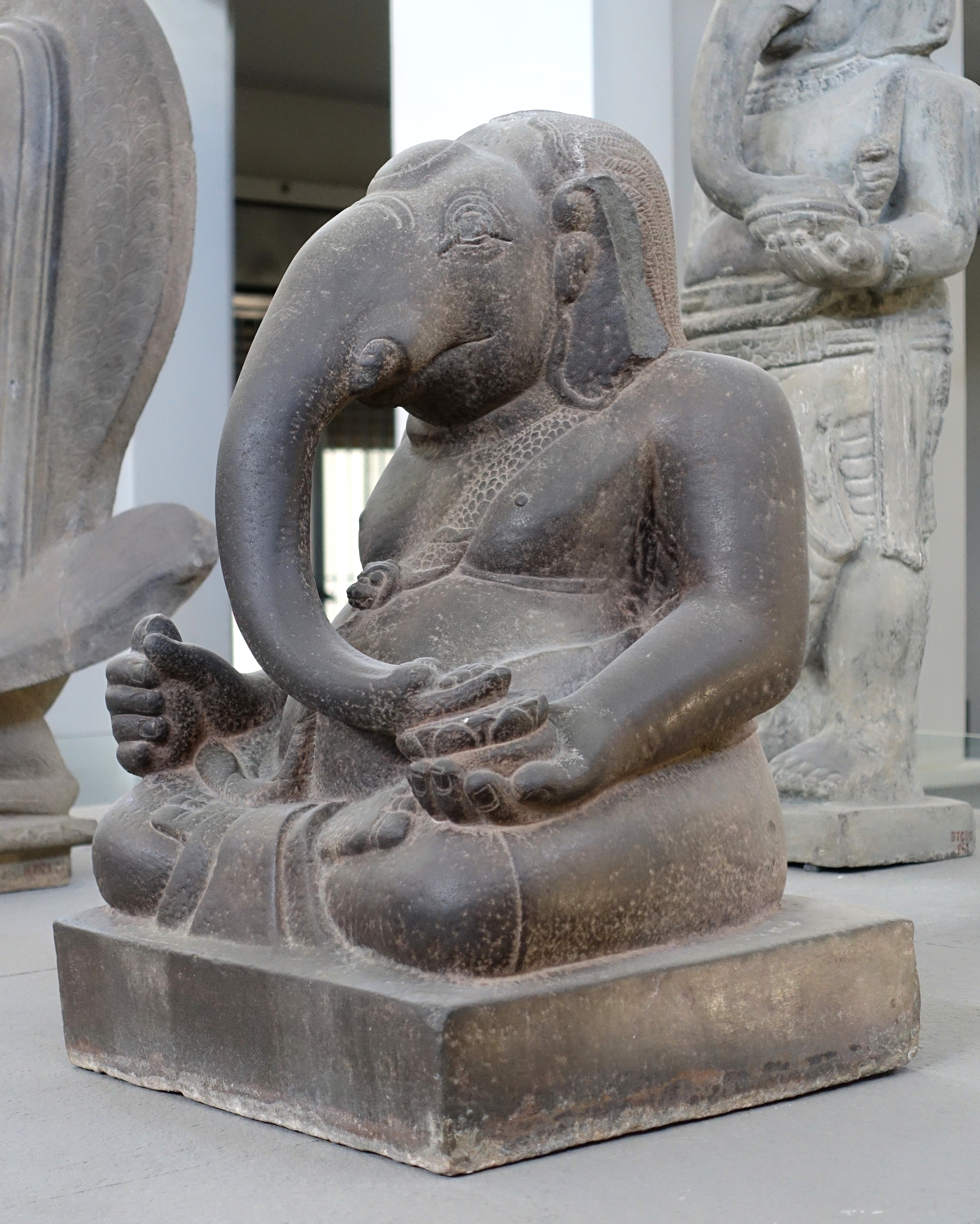
Скульптура Ганеши из Мишона. VII век. Музей тямской скульптуры в Дананге

Тямские цари уже в первой половине I тысячелетия заимствовали и адаптировали пришедшую из Индии философско-религиозную систему, которая служила их властной идеологии. Благодаря индийским купцам и монахам индуизм закрепился при тямском дворе и вскоре глубоко укоренился среди тямской аристократии. Некоторое влияние на тямских правителей оказывали соседние индуистские государства Фунань и Ченла, занимавшие дельту Меконга.
На всём протяжении истории Тямпы здесь всегда правили несколько царей, каждый из которых контролировал территорию своего рода или династии. Все цари Тямпы хотели навязать свои законы, сохранить преобладание своего рода, принудить соседей платить им дань. Согласно тямским текстам, понятие «царство Тямпа» употреблялось для обозначения власти только «царя царей». У него были собственные земли, откуда происходил царский род. Как правило, близкие родственники «царя царей» становились чиновниками, которые помогали ему руководить родовым уделом.
Другие цари или признавали верховную власть и духовный авторитет «царя царей», или находились с ним в конфронтации. Но даже лояльные цари не находились в прямом подчинении «царя царей», сохраняя свою автономию. Власть «царя царей» строилась на том, что он совмещал прямое управление собственными землями, поддержание связей с другими царями Тямпы и отражение внешних вторжений. Фактически, «царь царей» был первым среди равных, но другие цари постоянно претендовали на этот титул. Главной функцией «царя царей» была защита территории, ведь он был прежде всего «хозяином земли» Тямпы и хранителем порядка.
Уже первые тямские надписи, обнаруженные вокруг храмового комплекса Мишон, указывают на то, что царская власть была основана на религиозных представлениях, то есть в понимании тямов царь обладал властью, дарованной ему богами. Легендарный царь Линьи Бхадраварман I, правивший с 380 по 413 год, стал выдающейся фигурой в истории Тямпы, объяснив легитимность своей власти родством с божественными силами. Фактически, при Бхадравармане I индуизм получил широкое распространение при дворе, а в столице стали селиться видные брахманы из державы Паллавов. Сам царь являлся знатоком четырёх Вед и автором нескольких надписей на санскрите.

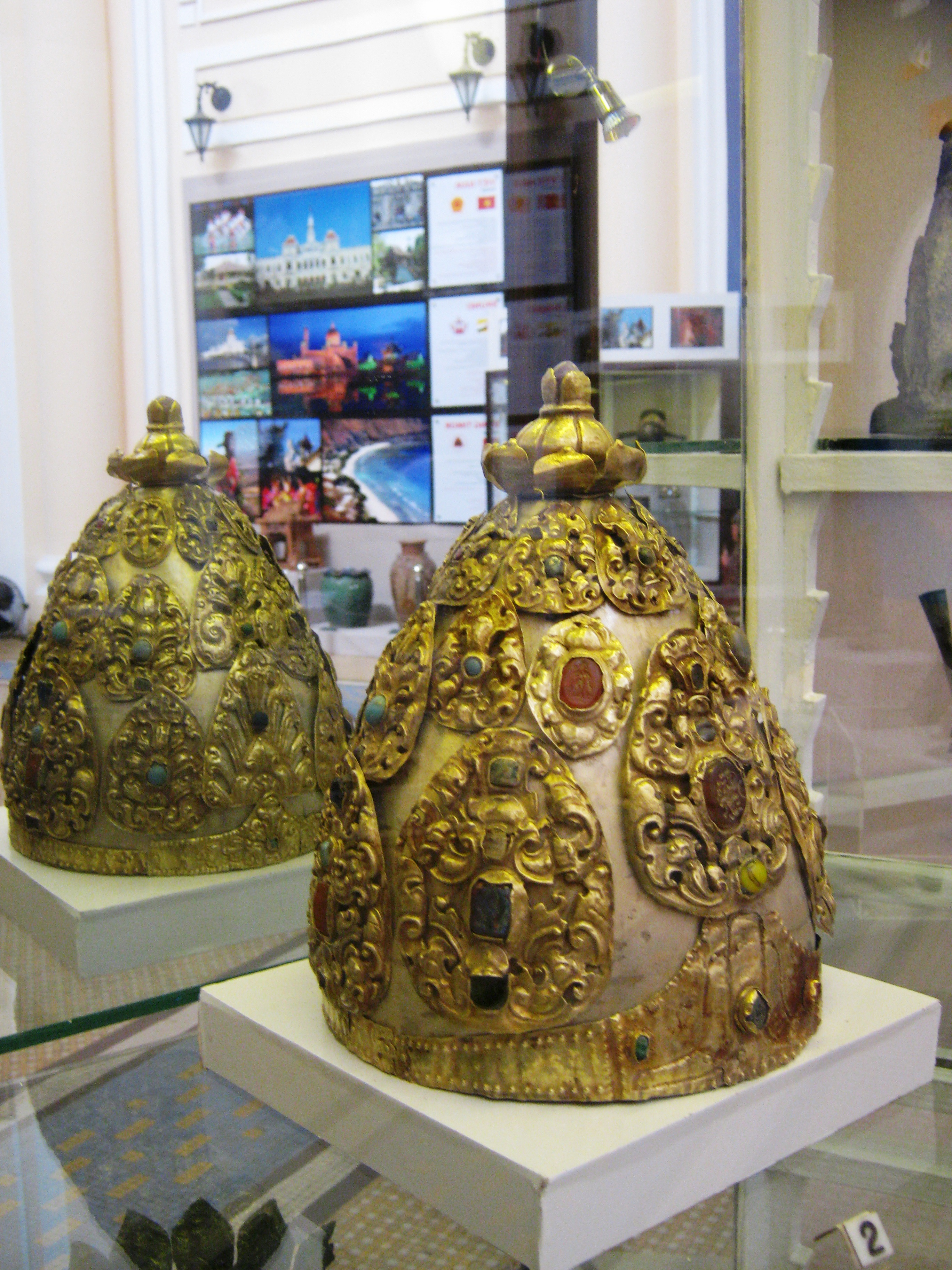
Золотые головные уборы тямских правителей. VII—VIII век

В VI веке царская власть базировалась на личности царя и охватывала ограниченную территорию (в надписях она называлась «землёй бога»). Политический строй Тямпы того периода был близок к строю племенного типа, но власть царя на родовых землях уже была достаточно прочной. Она опиралась на родовое божество, которое «помогало» царю в его делах. Божественность становится политическим инструментом, каждый царь старается убедить своих врагов и соседей в том, что имеет божественное покровительство, в том, что боги на его стороне. Также очень важным фактором считалось знание царём тантрических практик и магических формул, которые призваны прибавить ему сил.
С помощью всех этих религиозно-мистических инструментов тямские цари внушали своим подданным и врагам страх и уважение. Почитание божества, которому покровительствовал царский род, служило формой прямого общения с этим божеством. Также цари-индуисты не препятствовали существованию более древних племенных анимистических культов и верований в духов природы, духов предков и мифических героев.
До середины VII века в эпиграфических памятниках тямов упоминались только «цари», пока не появился первый «царь царей» Викрантаварман I (он же Пракашадхарман). Это первое появление в Тямпе проявления верховной власти. По-видимому, завоевания Викрантавармана I привели к тому, что он победил соседних правителей, но не захватил их родовые земли. Целью военных действий было утвердить свой авторитет над другими царями, а затем, после уплаты внушительной дани, великодушно вернуть побеждённому его престол.
Такая победа соответствовала принципам дхармы (дхармавиджайя), что в индийских трактатах традиционно считалось царской добродетелью. Однако, по имеющимся в наличии источникам, очень трудно точно определить характер побед Викрантавармана I. Известно только, что неизменным оставался центральный пункт, откуда шли завоевательные походы — Тямпапура («град Тямпы»). Сама царская территория отличалась неустойчивыми границами, которые формировались как победами, так и поражениями.

### Индийское влияние
Тямские источники свидетельствуют, что при дворе хорошо были знакомы с нравственным и социальным кодексом, заимствованным в Индии. Литературная традиция прямо происходила из кодексов поведения, согласно которым люди соответственно их общественному положению могут жить на трёх путях (триварга). Правила этих путей тем более строги, чем более важен выбранный путь. Триварги включали в себя дхарму (благо, долг, мораль, праведность), артху (пользу, выгоду, процветание) и каму (удовольствие, наслаждение, страсть).
Царя представляли защитником и «другом» дхармы, над которым не властны артха и кама. В обязанности царя входило обеспечить процветание и радость подданных. Также хороший царь, обладающий всеми достоинствами, должен был найти равновесие между тремя путями. Из «Трактатов о дхарме» в тямских надписях наиболее часто ссылаются на «Ману-смрити» и «Артхашастру». Надписи излагают и трактуют правила дхармы и артхи, различные основы вероучения, которым должны следовать праведные цари. Нередко в надписях даются правила юридического характера, которые помогают отправлению правосудия. Почти все надписи славят царей и воспевают их различные деяния.
В 1081 году царь Хариварман IV согласно индийским нормам использовал правила «пользы и вреда» в восемнадцати способах судебного заседания («путях правосудия»). Также он следовал «Законам Ману», которые описывают способы устранения распрей в суде. В XII веке один из трактатов о дхарме якобы предсказал восшествие на престол царя Джайи Харивармана. Согласно трактатам, царь должен был знать 64 «искусства» (кала), включая грамматику, астрологию и философию (в том числе основы махаяны).
Царю предписывалось самому соблюдать дхарму и следить, чтобы его подданные следовали ей, а также охранять незыблемость варн. Образом дхармы служил бык, который с каждой новой эпохой терял ногу. Четыре мировые эпохи (юги) чередовались от «золотого века» до нашей наихудшей Калиюги, в которой бык стоял на одной ноге. Однако, согласно тямским надписям, царь Рудраварман II правил так хорошо и принёс стране столько пользы, что бык дхармы стоял на всех четырёх ногах, как в эпоху «золотого века».

### Коронация

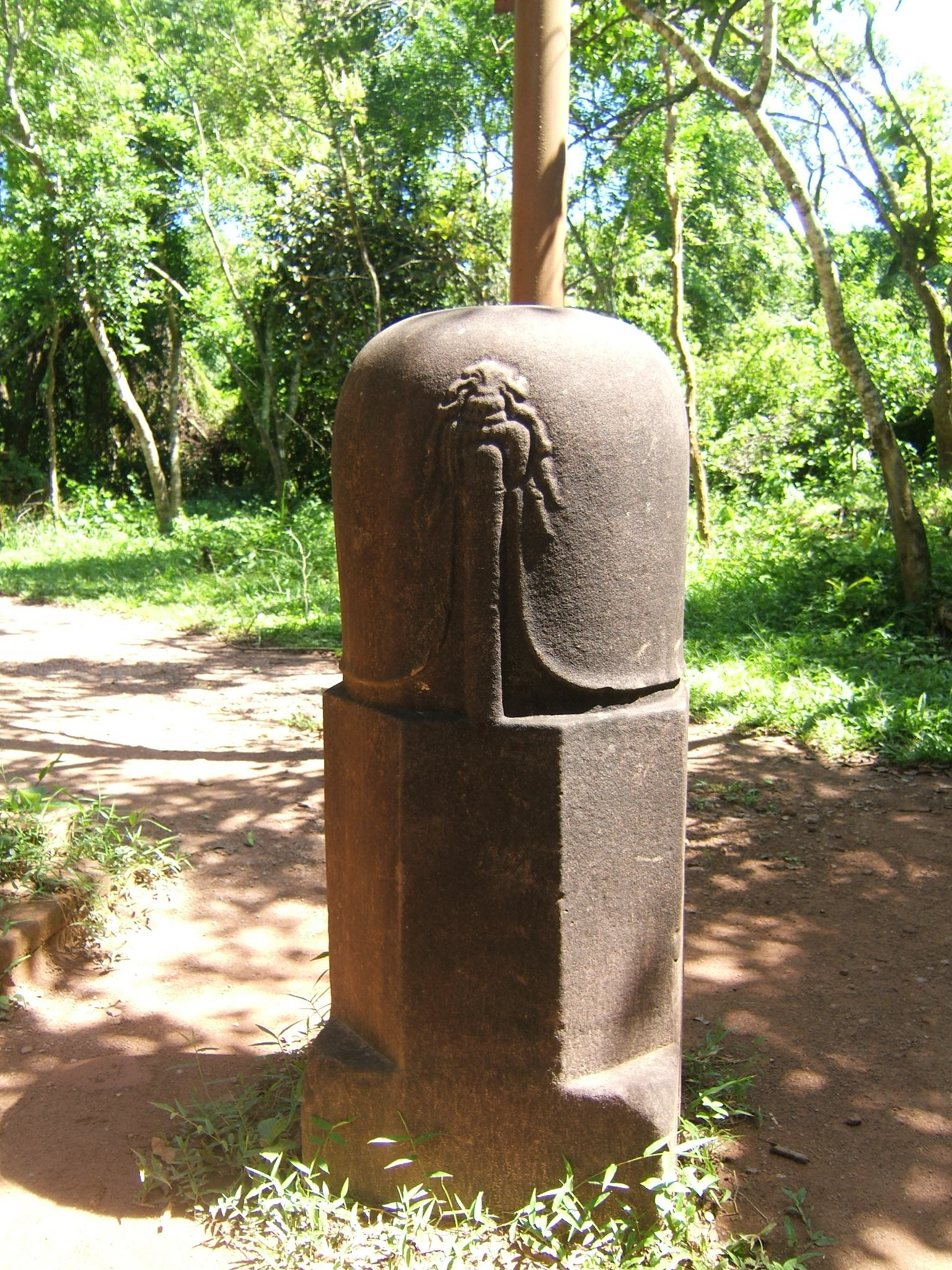
Лингам из Мишона

Претендент на трон Тямпы становился полноправным царём с помощью некоторых ритуальных действий и предметов. Главной регалией (инсигнией) царской власти был белый зонт как символ единства страны, затем — корона, меч, опахало и мухобойка из хвоста яка, а также паланкин, слон и конь. Под конец обряда коронации (абхишека) все эти символические атрибуты вручались новому царю. Кроме того, царь должен был подтвердить свою «легитимность» божественной санкцией и указать на свою связь с высшими силами. Абхишека считалась завершённой только тогда, когда царь под руководством авторитетного брахмана сам совершал ритуал в храме у лингама. Этим он выказывал дань уважения Шиве, а он в ответ снабжало царя своей силой и божественным покровительством. Помазание на царство представляло собой окропление «священной водой», после чего царь считался «центром всего и стоящим выше всего».
Во время коронации царь получал новое, тронное имя, которое указывало на изменения, произошедшие при совершении обряда. Согласно устоям брахманизма, таким образом новый «царь царей» как бы узаконивал свою политическую власть и становился причастным к могуществу Шивы.
Нередко требование коронации указывало на желание утвердить свои права на верховный престол. В конце X века упоминание о коронации царя Харивармана II отмечало конец «смутного времени» и возврат новой династии к прежнему порядку. В конце XI века настойчивое требование коронации было связано с конфликтом вокруг престолонаследия между Парамабодхисатвой и его племянником — будущим царём Джайей Индраварманом II. Одна из надписей XIII века свидетельствует, что процесс легитимации не всегда проходил гладко. Так, наследный принц Харидева, который в 1249 году взошёл на престол под именем Джайя Симхаварман, смог провести обряд помазания (раджабхишека) только в 1257 году, после чего и принял новое имя Джайя Индраварман VI. Эти примеры наглядно показывают, какое важное значение коронация имела для власть имущих. Ритуалы коронации, обожествлявшие царя, были близки к другим храмовым обрядам.

### Происхождение царской власти

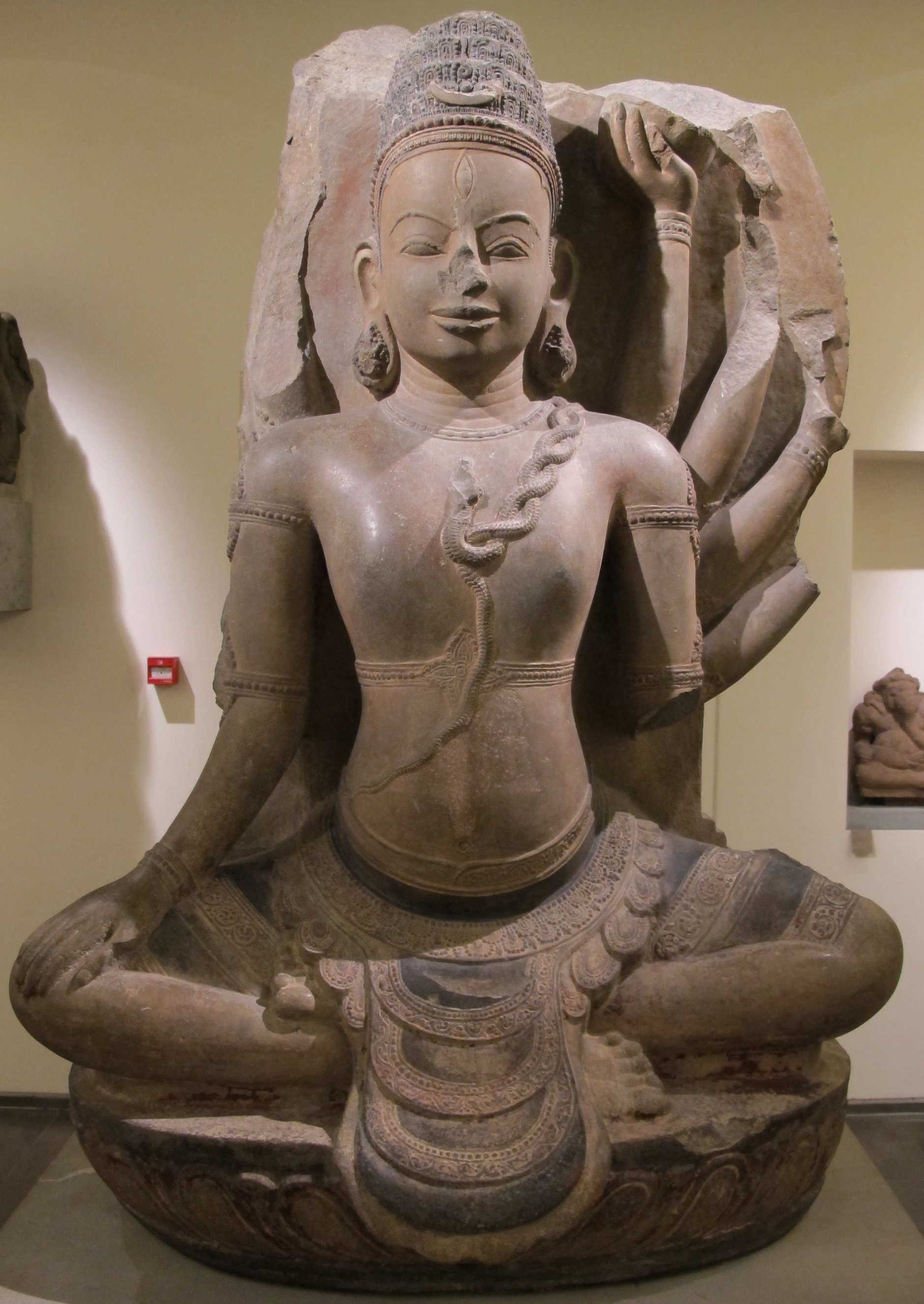
Скульптура Шивы XI—XII веков. Музей Гиме

Под влиянием индуизма тямы ассоциировали царя с образом бога, чаще всего Шивы, реже — Индры. Цари воспринимались как земное воплощение богов, поэтому в некоторых надписях их и называли «земными богами». Основанием наследственной царской власти они считали лингам Бхадрешвары — покровителя Тямпы. Распространение идей брахманизма и укрепление политической власти сопровождалось тем, что существующие реалии задним числом вплетались в контекст легенд, отражавших идеалы и мотивы новых царей.
Обычно тямские цари вели своё происхождение от Шивы. В конце IX века божественная природа царской власти объяснялась следующим образом: якобы первый тямский царь Уроджа был послан Шивой, из чего следовало, что все цари его династии — боги, правящие на земле. Другие родословные использовали разные способы легитимации правящих династий. Но принцип царской власти никогда не подвергался сомнению. Согласно бытовавшим в Тямпе установкам, царская власть была неоспоримой составляющей божественного мироздания, первостепенной частью общественного порядка, предназначенной для того, чтобы служить орудием дхармы.
Тямские тексты особенно подчёркивали роль родственных связей для прихода к власти. Каждая династия была связана с определённой местностью и особенно с её столицей. На определённую династию чаще всего указывало имя её основателя или легендарного предка: Гангараджи (он же Гангешвара), Сомы, Викитрасагары, Бхургу или Уроджи. Иногда на династию указывало название растения: династия Нарикела (на санскрите — династия «кокосовой пальмы») или династия Крамука (на санскрите — династия «арековой пальмы», по-чамски — династия «пинанг»).
Согласно трём древнейшим генеалогиям Тямпы, легендарным предкам, основавшим династии, наследовали цари, земли которых становились родовой вотчиной. Так, Гангарадже в V веке наследовал царь Мануратхаварман (Маноратхаварман), Викитрасагару в VIII веке — царь Притхиндраварман (Притхивиндраварман), Бхургу (или Бхригу) в IX веке — царь Уроджа. Основатели династий всегда изображались наследниками всей Тямпы, а их потомки из числа «земных» царей несли ответственность за территории, полученные в «наследство». Таким образом, за мифологической оболочкой всегда стояла цель оправдать претензии царя одной из тямских земель на легитимацию своих завоеваний.
Кроме больших династических генеалогий встречались также краткие генеалогии правящих царей, закреплявшие их статус. В них первые упоминаемые правители не носили царских титулов и эпитетов. Например, первым «царём царей» Индрапурской династии и потомком мифического царя Уроджи был Джайя Индраварман (он же Индраварман II). Его дед Рудраварман и отец Бхадраварман были заурядными местными вождями, которым уже после прихода к власти Джайи Индравармана задним числом приписали некую значимость. Придворные летописцы представили их простыми царями, благодаря которым Джайя Индраварман укоренился в историческом контексте.

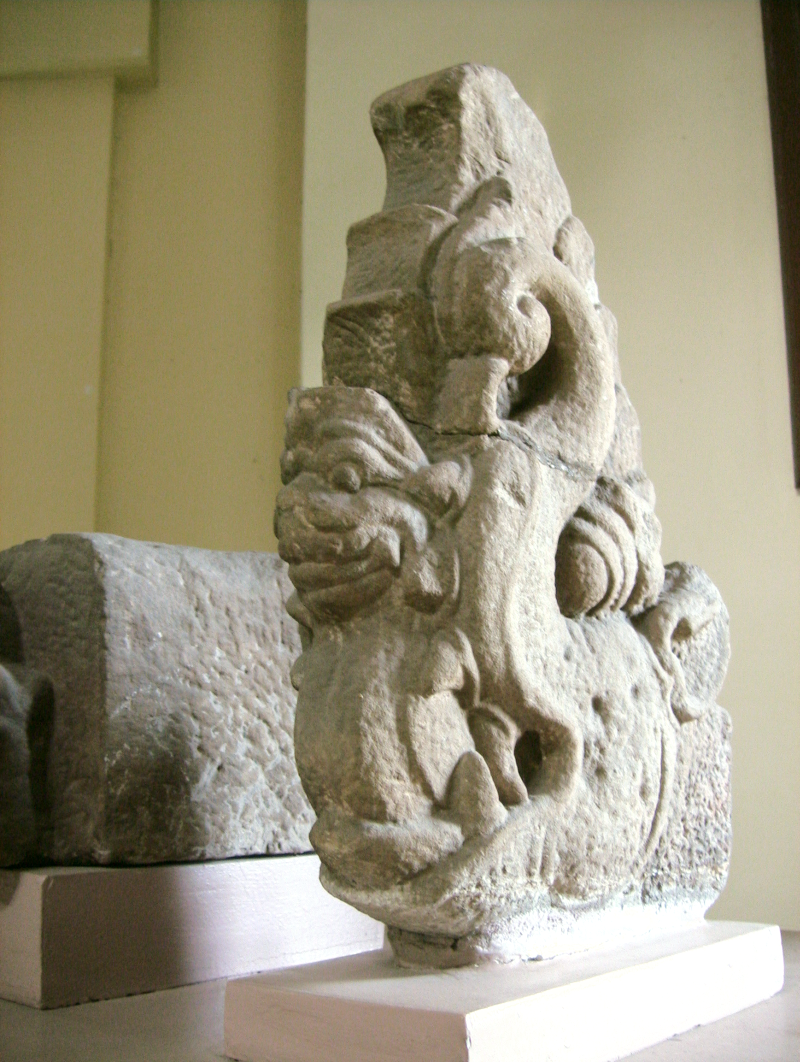
Чамская скульптура из Чакиеу, изображающая Нагу. Национальный музей истории Вьетнама

Некоторые тямские генеалогии своими корнями уходят в древние индийские тексты. Например, в 1157 году одну из тямских династий легитимизировала ссылка на «Пураны» (надпись восхваляла воинские подвиги Джайи Харивармана, который добыл власть в боях с кхмерами). В других генеалогиях Тямпы брахманские ссылки на источники сосуществуют с местными преданиями и легендами. Одна из санскритских надписей VII века описывает род первого «царя царей» Викрантавармана I (он же Пракашадхарма), который по материнской линии восходил к герою, основавшему кхмерское царство Фунань. Согласно этой надписи, индийский брахман Каундинья воткнул в землю копьё, обозначив таким образом центр своей будущей столицы. Затем он повстречал Сому, дочь царя Нага, и от их брака произошли цари Фунани. Викрантаварман I был в родстве с этими царями через брак с княжной Шарвари, происходившей от них.
Из предания следует, что праматерь рода Сома олицетворяла автохтонное население Камбоджи, издревле владевшее этими землями. С её потомками породнился основатель тямской царской династии, происходивший из пришлого населения. Союз Наги с брахманами воплощал индуизацию местных племенных вождей. Таким образом, царь Тямпы легитимизировал свои претензии на престол путём породнения с другими царями по материнской линии. По отцовской же линии династия якобы происходила от брахмана-отшельника Гангараджи.
Индийские легенды не подвергались сомнению, но они указывали на наследство по мужской линии, однако в тямской истории это отнюдь не было правилом. Имена женщин, через которых и передавалась царская власть, стали упоминаться в надписях лишь с момента, когда генеалогия перестала быть легендарной. Согласно одной из версий, за мифологическими предками династии Викрантавармана I скрывался реальный тямский царь Джагадхарма, который, будучи изгнанным с родины, породнился с правителями Ченлы и даже царствовал некоторое время в Бхавапуре. Именно в этот период в тямских надписях не упоминаются «цари царей», что, видимо, свидетельствует о кризисе власти.
Также существовали генеалогии, в которых не было брахманских элементов, а только местная традиция. В этих случаях имена династий восходили к местным преданиям, о которых современной науке ничего не известно. Таковыми являлись «Кокосовая династия» и «Арековая династия», которые упоминались в 1080 году. Названные в честь местных деревьев, династии как бы указывают на своеобразные тотемы, с помощью которых род идентифицировался с территорией своего правления.

### Правящие роды и династии

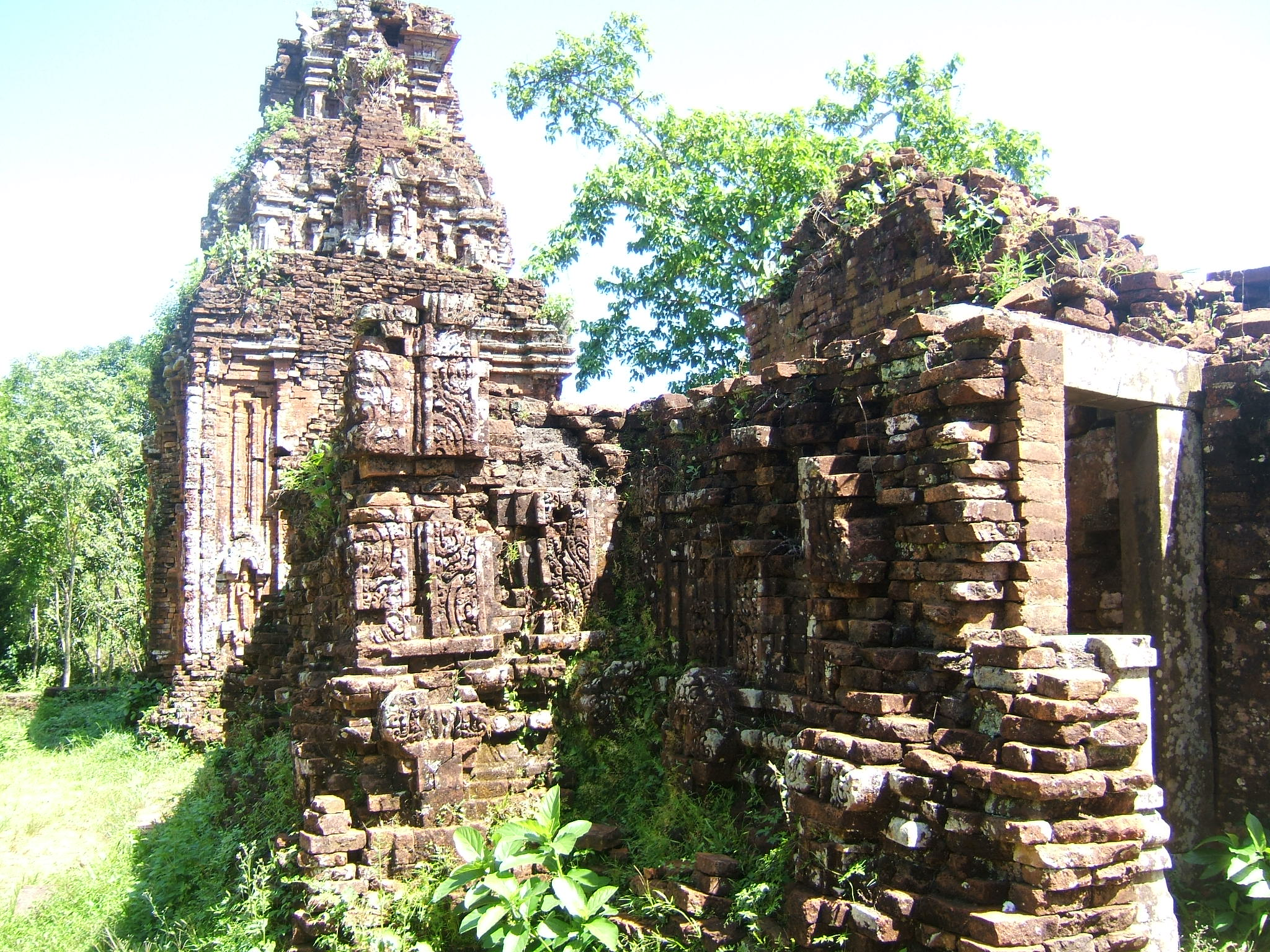
Руины Мишона

В начале V века в долине реки Тхубон, на землях вокруг святилища Мишон (территория нынешней провинции Куангнам), власть сосредоточилась в руках легендарного царя Бхадравармана I, обладавшего славой учёного, мага и колдуна. Именно в эту эпоху установилась система передачи царской власти между членами одной династии, утвердились общетямские божества, которые придавали авторитет этой власти, и сложилось представление о боге как покровителе царей. Особенно тесные связи сложились с двумя главными индуистскими божествами Тямпы — Бхадрешварой и По-Нагар, которые приобрели большое значение для обоснования передачи царской власти. Кроме того, Бхадрешвара (он же Самбху-Бхадрешвара) становится «личным» богом царского рода, устанавливая связь с основателями двух династий — Бхадраварманом и Самбхуварманом.
К середине VII века вокруг правящих династий всё более и более структурируются семейные связи. Одновременно с термином «царь Тямпы» (в тямских и кхмерских надписях) появляются и легитимизирующие царскую власть генеалогии. Из числа тямских правителей впервые выделяется «царь царей», им становится наследник династии царя Самбхувармана — Викрантаварман I. Центром его власти остаются родовые земли в долине реки Тхубон.
Из генеалогий, известных по самым ранним надписям, следует, что происхождение и наследование шли по материнской линии от дяди к племяннику — сыну сестры (однако, отсутствие других источников не позволяет с уверенностью считать всё тямское общество матрилинейным). Также надписи показывают, что всякий правитель, занявший тем или иным образом трон Тямпы, первым делом заботился о создании генеалогии собственной династии и привязке к ней влиятельных божеств своего рода и своей территории.

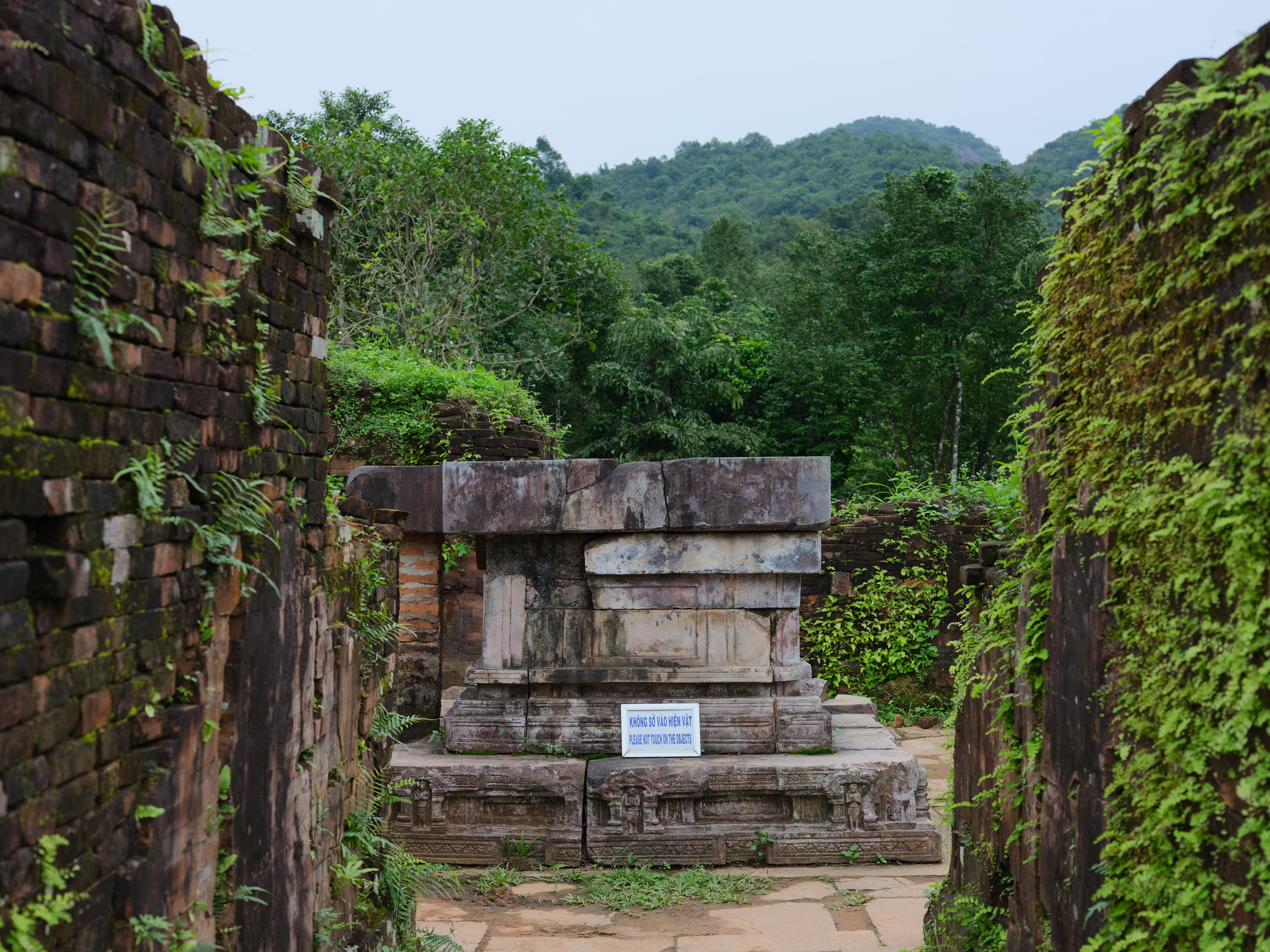
Йони на территории Мишона

В середине VIII века одна из южных династий объявила себя потомками легендарного Викитрасагары. Родство также считалось по материнской линии, власть наследовал племянник — сын сестры царя. Первый царь этой династии Сатьяварман принял власть в Пандуранге, однако взошедший на престол его племянник Индраварман I называл себя сыном царя соседней Каутхары.
Как следует из надписей, появилась целая сеть царей, правивших в своих локальных царствах, возникших, как правило, на старых родовых землях. Цари опирались на своих полководцев, которым нередко поручали воспитание наследных принцев и управление провинциальными городами. Также для укрепления связей на местах и управления отдалёнными землями цари использовали советников и своих родственников. Таким образом, всё большее значение стал приобретать царский двор с министрами и советниками.
В IX—X веках верховная власть переместилась в северную часть Тямпы. В 875 году трон занял царь Джайя Индраварман (также известен как Индраварман II), утверждавший, что наследует власть власть от легендарных предков. Несмотря на то, что он получил царство благодаря родству по материнской линии, генеалогия Джайи Индравармана реконструировала мифологию, согласно которой Бхургу получил от Шивы лингам Бхадрешвары и передал его первому царю Тямпы Уродже, который и основал культ Бхадрешвары в Индрапуре. В реальности могущественный род Джайи Индравармана не принадлежал к знати, в то время как род его жены относился к наиболее славным династиям Тямпы. Джайя Индраварман обосновал свои права на титул «царя царей» связью с родом своей жены Раджакулы Харадеви, вся его генеалогия, начиная с Уроджи, была матрилинейна (в отличие от Пандурангской династии, здесь генеалогия использовалась в политических целях).
При царском дворе возросла роль как отдельных женщин, так и знатных семейств Тямпы. Например, в начале X века в правление «царя царей» Джайи Симхавармана влиятельный министр Раджадвара и его брат Дхармапатха являлись двоюродными братьями царицы (все трое были внуками «царя царей» из предыдущей династии, низложенного Джайей Индраварманом). Несколько позже царь Бхадраварман II также воспользовался знатностью рода своей жены и её братьев для утверждения своей власти. Таким образом, новые цари не истребляли или изгоняли членов предшествующей династии, а включали их в свой ближайший круг посредством браков с женщинами из этих династий. Это приводило к усилению влияния свойственников царя (родственников по линии супруги), служивших при дворе министрами и советниками.

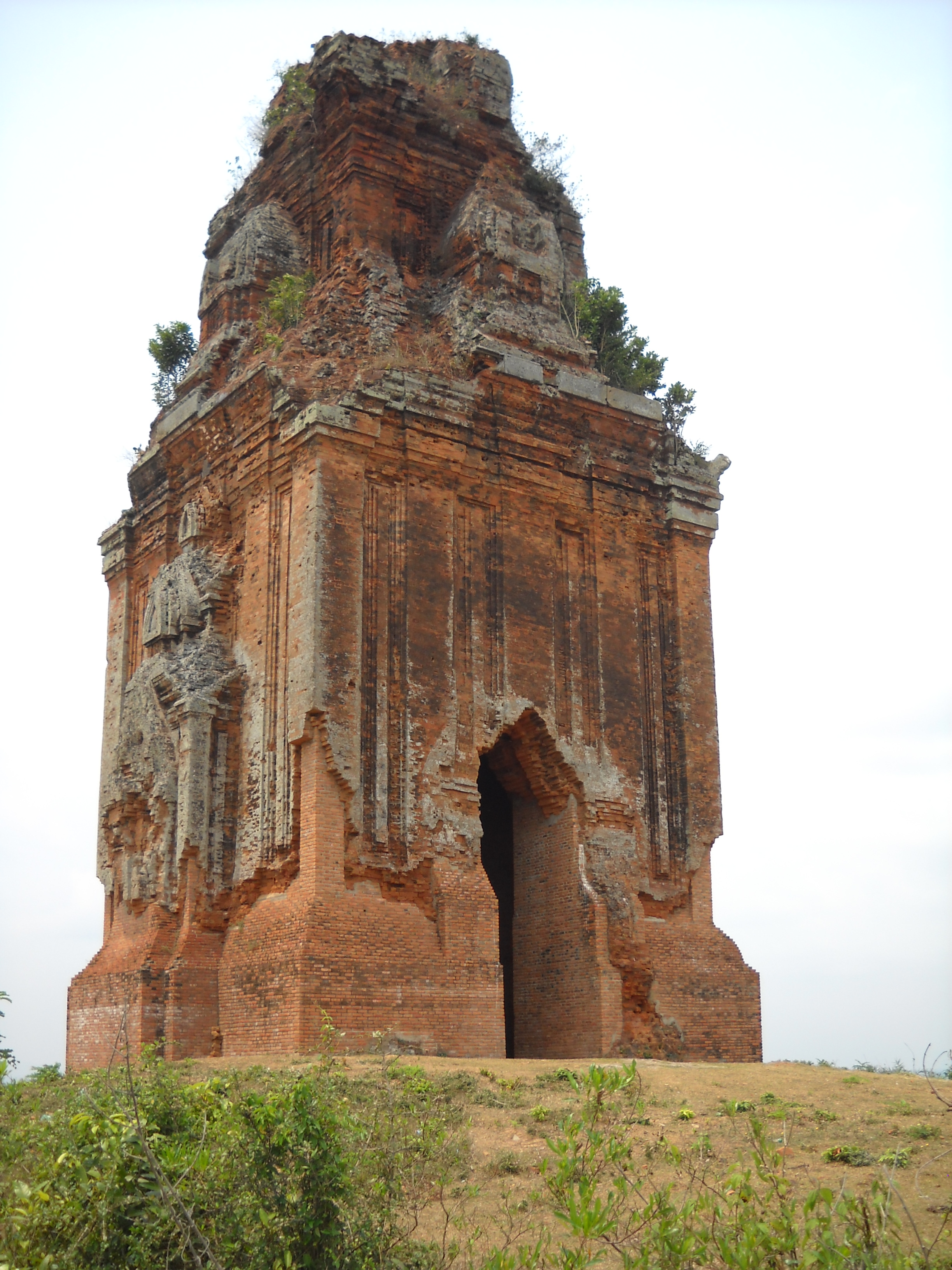
Тямская башня Фулок в провинции Биньдинь

В конце X века под усилившимся натиском вьетов центр тямской государственности сместился на юг (территория нынешних провинций Куангнгай и Биньдинь), однако существенных изменений в политической системе не произошло. Правившие династии продолжали ссылаться в своих генеалогиях на мифических прародителей, но несколько царей, у которых отсутствовали подобные ссылки, вероятно могли быть узурпаторами. Одним из таких правителей был Джайя Индраварман IV из Грамапуры, пришедший к власти около 1165 года.
В середине XI века одна из южных династий, основанная царём Парамешвараварманом, всё ещё утверждала о своём происхождении от легендарного Уроджи. Эта ветвь, оттеснённая на крайний юг Тямпы и правившая в Пандуранге, находилась в оппозиции к другой династии, столица которой располагалась в центре страны. Следовательно, династия из Пандуранги не обладала верховной властью, но оставалась частью сети родственных отношений.
В ходе жестокой междоусобной войны, бушевавшей в Тямпе в 1069—1084 годах, выдвинулась «Кокосовая династия» (Нарикела-нвийя) местного незнатного происхождения, а также «Арековая династия» (Крамука-нвийя) супруги нового «царя царей». Родня царицы стала самым могущественным семейством страны, однако, в отличие от матрилинейной династии Уроджи, эта династия стала патрилинейной.
В 1139 году, с восшествием на престол нового «царя царей» Джайи Индравармана III, царская власть вновь перешла к «потомкам» Уроджи. Сестра Джайи Индравармана вышла замуж за другого царя, который являлся его вассалом. У них родился сын, князь Шиванандана, ставший новым царём под именем Джайя Хариварман. Он также объявил себя «потомком» Уроджи, однако, кроме этого, связал свою родословную с Пандурангой и легендарным предком Викитрасагарой.
Отсылки к тем или иным мифическим предкам династий или основателям страны тямов создавали видимость непрерывной преемственности царской власти. Между тем, воцарение этой новой династии стало предлогом для масштабного вторжения кхмеров и их вмешательства в престолонаследие Тямпы. Это свидетельствует о том, что родственные связи правящих домов Тямпы простирались далеко за пределы царства и уходили своими корнями к бракосочетанию беглого тямского царя Джагадхармы и принцессы из Ченлы.
Со второй половины XII века система династической передачи власти в Тямпе уже не была столь надёжной, как ранее, и начала давать сбои перед натиском извне. Родственные связи с кхмерскими династиями и всё возраставшее давление вьетов привели к тому, что традиционная система стала неэффективной. Принадлежность к той или иной династии перестала быть основанием для прихода к власти. Хотя в генеалогиях часто встречаются матрилинейные конструкции, на основании которых правители обосновывали свои претензии на власть и права на территории, их не следует переносить на устройство всего общества. Родство по материнской линии играло важное значение в среде властной элиты, но нет оснований утверждать, что также было и в остальных сословиях. Таким образом, оба способа наследования существовали наравне друг с другом.
Заимствования из Индии в сфере престолонаследия не были всеобъемлющими. Как и в Индии, знатные роды Тямпы старались обосновать свою древность генеалогиями. Отсылки к мифологическим предкам легитимизировали военные завоевания территорий. В Индии царская власть передавалась исключительно патрилинейно, однако в Тямпе это не было абсолютным правилом (в наследники царю обычно выбирали сына его сестры). Это свидетельствует о том, что в Тямпе, несмотря на довольно продолжительную и успешную индуизацию населения, существовали свои традиции и имели вес местные обычаи.

## Политическая концепция
В основе политической концепции Тямпы лежала система «мандалы», представлявшая собой модель политического строя государства. Формирование союзов и коалиций основывалось на пришедшей из Индии теоретической модели, согласно которой мир представлял собой совокупность кругов друзей и врагов. Каждый царь видел свою страну в центре сакральной мандалы, в окружении концентрических «колец» или ореолов. Любая деятельность царя должна быть направлена на расширение своей территории с помощью войн или заключения союзов. Вне круга «тямской земли» (бхуми Тямпа) находились враги, с которыми, однако, всегда возможны контакты.
«Царь царей» правил из столицы (нагара), которая располагалась на его исконной территории. Он контактировал только со своим ближайшим окружением, состоявшим из князей (обычно они были членами его семьи или выходцами из породнённых и союзных родов). Эти князья подчинялись только «царю царей» и управляли его землями из нескольких административных центров (пура). Между кругом «царя царей» и кругом врагов располагались земли других тямских царей, каждый из которых управлял своей мандалой из своей пуры, будучи косвенно подчинённым нагаре «царя царей». Эти цари принадлежали к различным, порой враждебным друг другу родам и династиям, занимавшим автономные родовые земли. Цари по своему усмотрению могли войти в условный круг подчинения царя царей Тямпы, но могли по ряду причин и обстоятельств и выйти из него.
Эта теоретическая модель не всегда работала и представляла собой скорее идеал, к которому стремилась любая тямская власть, претендовавшая на то, чтобы «излучаться в мир». Многочисленные «царские кольца» со многими правителями внутри образовывали открытую политическую структуру: например, «царь царей» Тямпы мог признавать верховную власть китайского или вьетского императоров, если это соответствовало его интересам. Вся система концентрических кругов власти (мандал), заимствованная в Индии, была адаптирована к реалиям Тямпы. Эволюция местной политической системы происходила через ритуалы индуизма, которые связывали царскую власть с божественной.

## Территориальное устройство

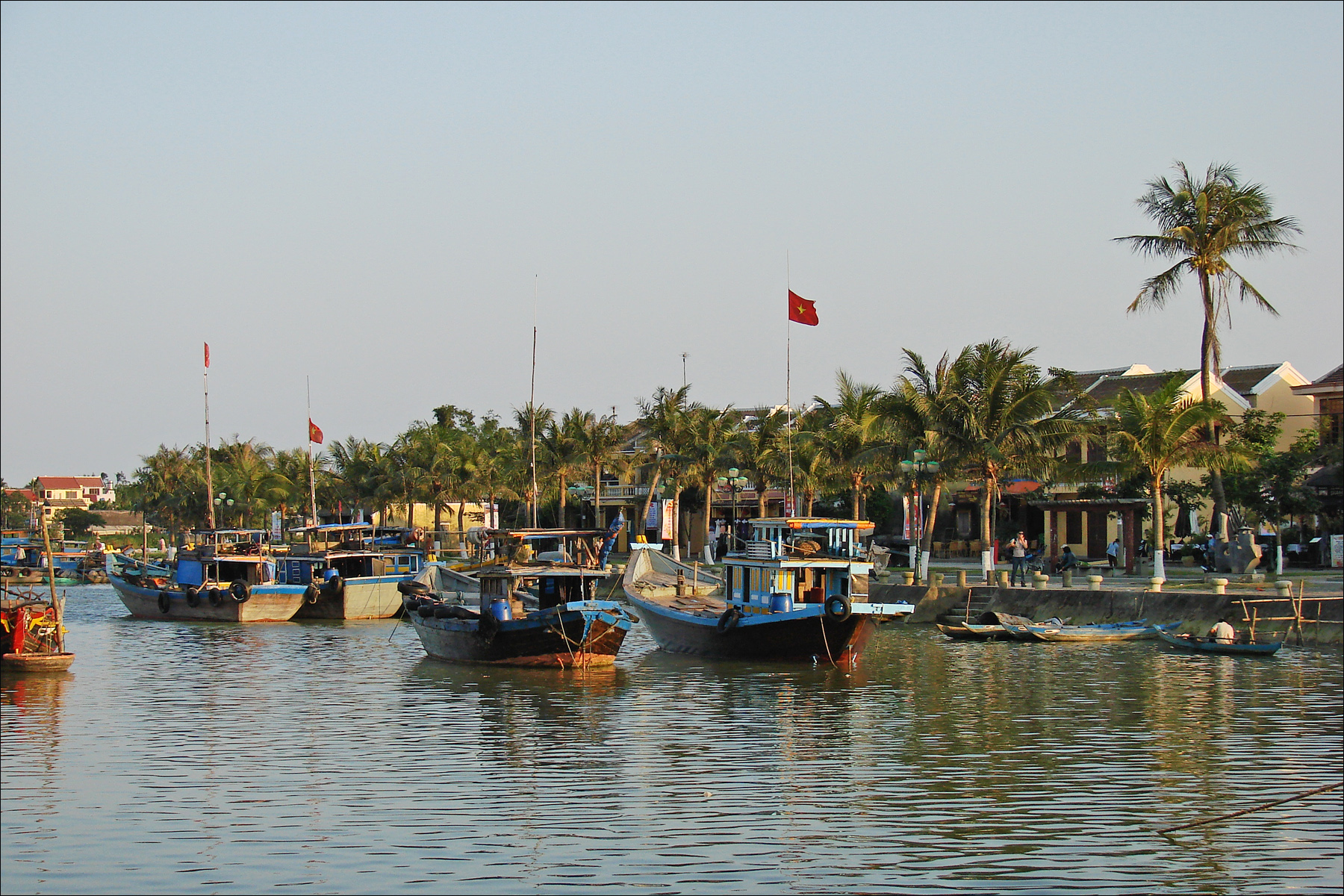
Современный Хойан был крупнейшим портом Тямпы и одним из крупнейших городов страны

Точных сведений об управлении отдельными территориями Тямпы не сохранилось. Вокруг городов (пура) существовали округа с неустойчивыми границами. Для различных территориальных единиц употреблялись разные термины. Провинция как административная единица называлась праман или прамана, удел или личная вотчина какого-либо рода — вишайя или виджайя (последний термин употреблялся в связке с географическим названием, например, места рождения тямских князей XI—XIII веков указываются в надписях как Ратнабхуми-Виджайя, Турали-Виджайя и Трануи-Виджайя). В то же время в тямских надписях нет конкретных сведений о том, что поздняя прамана была более крупной административной единицей чем старинная вишайя.
Каждая провинция делилась на волости (грама) и имела свой главный город с чётко установленными границами. Среди крупнейших городов Тямпы (кроме известных столиц Индрапуры, Виджайи, Каутхары и Пандуранги) выделялись Симхапура, Кандарпапура, Вишнупура и Вирапура. Они были центрами земель и политической власти того или иного рода. В разные времена отдельные княжества и царства были в более или менее тесной конфедерации вокруг нагары Тямпы, где находилась резиденция царя царей.
В VII веке, ко времени появления первого «царя царей», его царская территория ограничивалась землями в долине реки Тхубон (здесь находились крупнейший порт Тямпы на месте нынешнего города Хойан, город Симхапура близ нынешнего Чакиеу, храмовый комплекс Мишон и город Индрапура у современного Донгзыонга). Весьма развитые южные области Каутхара и Пандуранга находились под властью других царских династий. При первом известном «царе царей» Викрантавармане I впервые появились термины, именующие земли, населённые тямами (Тямпа), центр этих земель (Тямпапура) и некоторые административно-территориальные единицы.
С появлением «царя царей» тямские земли начали структурироваться. Согласно надписям, царской столицей того периода была Симхапура, которую называли «градом Тямпы» (Тямпапура). Сюда прибывали цари окрестных тямских земель, чтоб выказать дань уважения «царю царей». В то же время, вокруг столицы Симхапуры существовало много других городов, которые потенциально могли стать новыми «Тямпапурами» (если правящему роду этого города хватило бы сил захватить верховную власть).

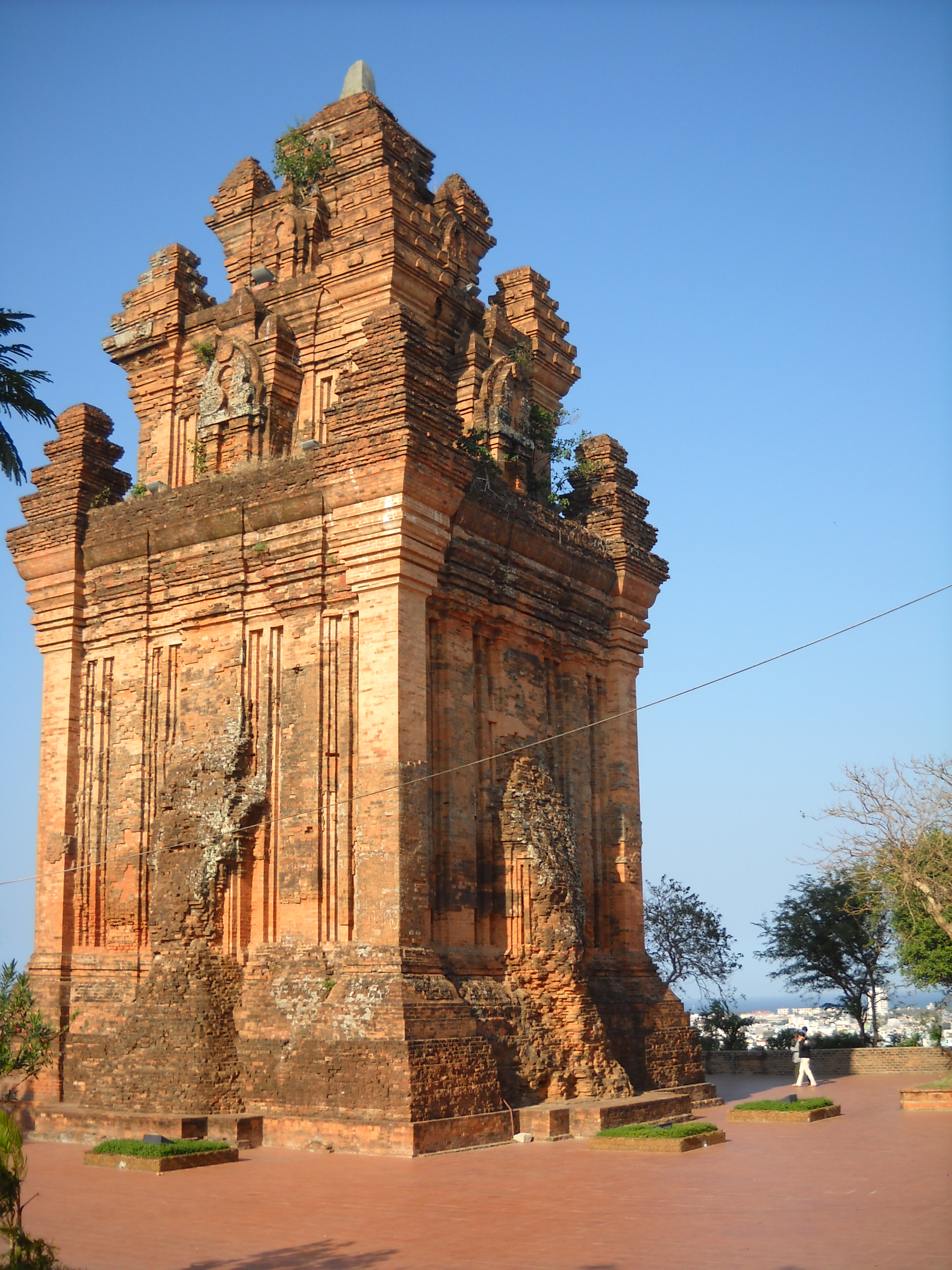
Тямская башня в городе Туихоа

Во второй половине VIII — начале IX века центр Тямпы переместился из долины реки Тхубон к югу. Согласно китайским летописям, около 757 года из употребления навсегда исчезает название Линьи, которое сменяет топоним Хуаньвань. В то же время, в документах того периода почти не упоминаются «царь Тямпы» и вообще «Тямпа». Однако, тямские центры продолжали существовать. Например, в Вирапуре (область Пандуранга) существовал царский дворец, о чём свидетельствуют археологические данные, но этот город нигде не упоминался как Тямпапура.
Таким образом, владения царя той эпохи не были тождественны территории всей Тямпы. В середине IX века «земля тямов» представляла собой конгломерат небольших царств, в которых правили династии, вышедшие из различных родов. В этих царствах возрастает роль двора с министрами и советниками, окружающими правителя. Большую объединяющую роль играли индуистские и буддийские храмы.
В 875 году к власти приходит новая династия, которая основывает новую столицу — Индрапуру. В Тямпе на два столетия устанавливается новая политическая система: вместо власти правителя на ограниченной территории появляется организованная конфедерация царств, объединённая вокруг единого «царя царей», которого признают другие тямские цари. В этот период своей истории Тямпа получила некую форму централизованной власти с единой столицей и единым правителем, который прямо контролировал прилегающие земли и получал дань с более отдалённых областей. Танский Китай сразу признал новую Тямпу, а в китайских летописях появилось слово Чжаньчен (Тямпапура). Для Китая концентрация власти в руках одной династии и вокруг одной столицы означала появление партнёра, с которым можно вести переговоры.
В X веке Индрапура была разрушена вьетами, однако в окрестностях современного Донгзыонга, где располагался большой буддийский комплекс, не удалось обнаружить никаких следов крепости (согласно одной из версий, вьеты не пощадили столицу своих врагов, но сохранили храмы одной с ними веры). Неизвестно, где была столица Тямпы после падения Индрапуры. С XI века, когда страна периодически подвергалась разрушительным вторжениям со стороны вьетов и кхмеров, её конфигурация не имела чётких границ.
Вероятно, политический центр Тямпы находился на территории нынешних провинций Куангнгай или Биньдинь. По некоторым косвенным характеристикам столичному статусу соответствует городище Тяньло в Куангнгае, датированное серединой XII века, однако по имеющимся археологическим находкам трудно сделать конкретные выводы, так как не сохранились надписи, которые могли бы пролить свет на историю этой крепости. Неоднократно разрушавшаяся вьетами и кхмерами Виджайя в Биньдине не упоминалась в текстах до XII века.
Какое-то время царская власть была неустойчивой, на тямском престоле чередовались правители из различных родов и династий. В немалой степени династическим неурядицам способствовали внешние вмешательства, особенно со стороны кхмеров. Конфликты с ними привели к тому, что Тямпа начала превращаться из конфедерации царств в централизованное государство со столицей в Виджайе. Хотя полностью объединить страну тямские цари так и не смогли, в этот период появилось деление на провинции, подчинённые центральной власти.
Виджайя была основана кхмерами на землях тямской династии, близкой к кхмерскому двору. Вокруг города велись сражения за контроль над центральной властью, а после установления мира Виджайя превратилась в столицу Тямпы и место коронации тямских царей. Теперь, даже со сменой правящих династий, столица продолжала оставаться в Виджайе. Старым родам и династиям, привыкшим править на своей территории, отныне нужно было овладеть действующей столицей, чтоб поставить своего представителя на тямский престол. Начиная с XIV века и до разрушения Виджайи в 1471 году надписи на камнях не дают полной картины того, как развивалась царская власть в Тямпе.

## Города и крепости

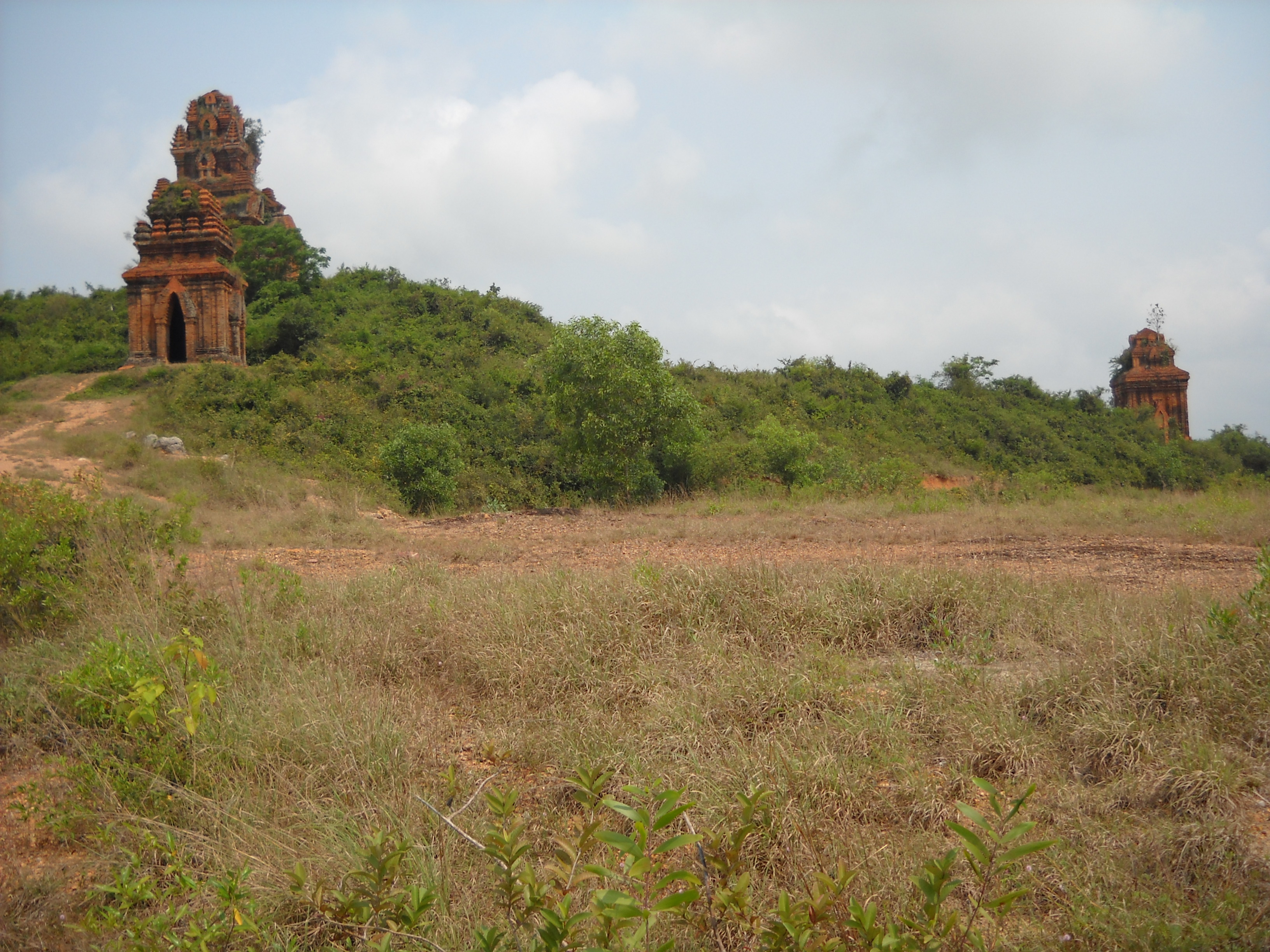
Тямские башни и остатки города в уезде Туифыок провинции Биньдинь

Тямпа была городской цивилизацией и тямские города (пура) имели вид укреплённых крепостей с царскими резиденциями, построенными согласно традиционным индийским архитектурным системам (Васту-шастра и другие). Крепости были распределены по всей территории Тямпы, преимущественно на берегах рек, недалеко от их впадения в Южно-Китайское море (примерно в 20 км от побережья, что позволяло подготовиться к отражению набегов с моря, которые, судя по надписям, случались довольно регулярно). Сегодня известно около 15 укреплённых городов, расположенных с севера на юг на расстоянии примерно 100 км друг от друга.
Города были обнесены крепостными стенами, чаще всего прямоугольными и ориентированными по сторонам света (главные ворота почти всегда размещались на восточной стороне). В дополнение к стенам тямы возводили земляные валы и окружали их рвами с водой. Согласно требованиям индийских архитектурных трактатов, храм или храмовый комплекс располагался в северо-восточной части города. Согласно китайским текстам, в V веке в Тямпе уже существовали внушительные города-крепости.
Крепости на территории нынешних провинций Куангбинь (Ламап, Каолаоха, Ниньвьен, Уанао) и Куангчи (Битьла и Лайчунг) некогда охраняли северную границу Тямпы от вторжений вьетов. У горного перевала Деонганг сохранились следы протяжённого крепостного вала Ламап, который спускался с горных вершин до самого морского побережья. Вьетские тексты называли цитадель в Ниньвьене крепостью Диали (эта область была уступлена Дайвьету в 1147 году). В Хюэ расположены руины внушительной тямской крепости, одна из стен которой (длиной около 500 метров) тянется вдоль берега реки. По видимому, крепость имела мощную оборонительную систему (об этом свидетельствуют остатки валов, насыпей, угловых укреплений и рвов) и когда-то могла быть одной из столиц Тямпы.

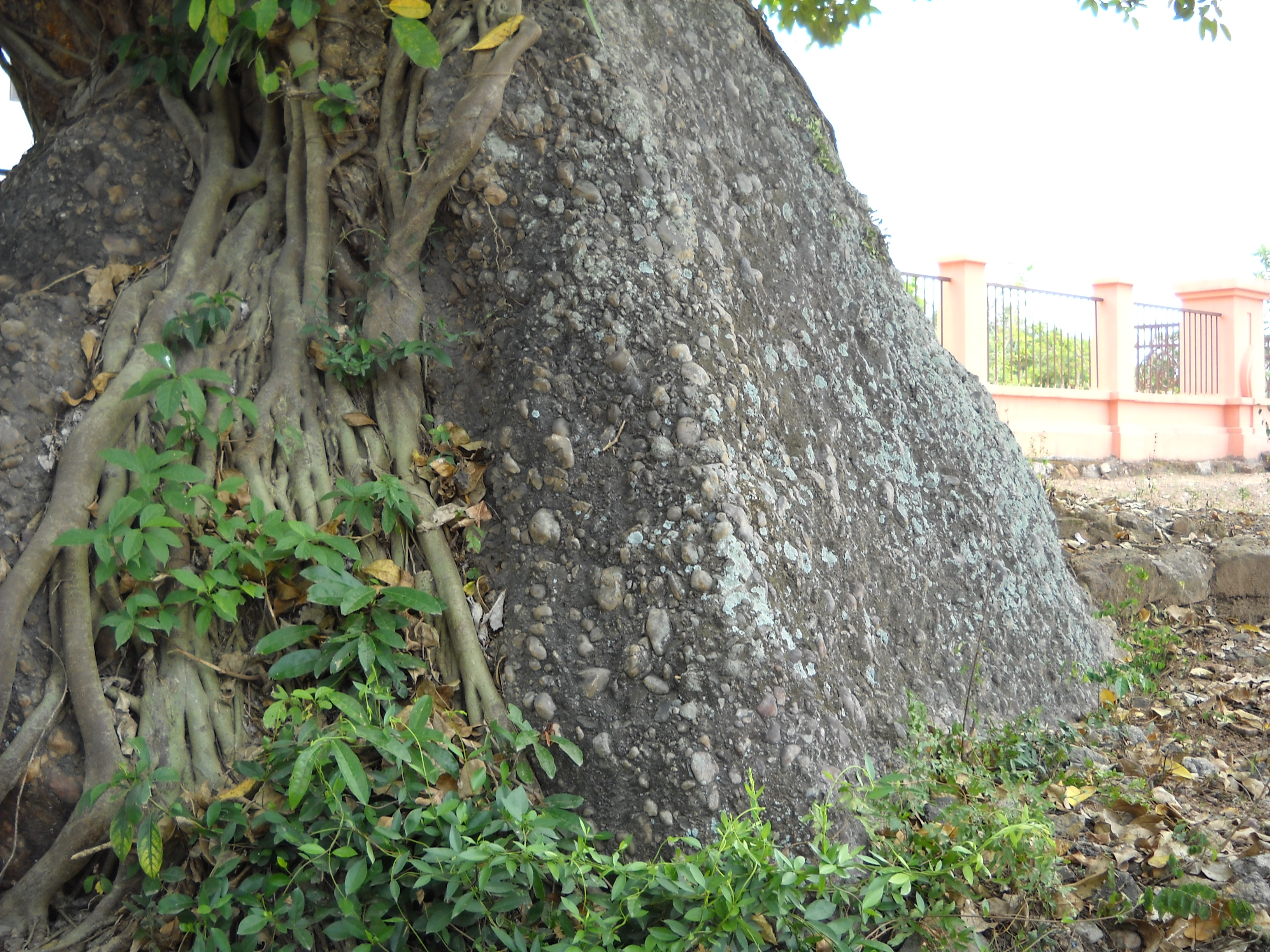
Остатки крепостных стен Симхапуры в Чакиеу (Чакьеу)

Следы большой крепости сохранились в городке Чакиеу (уезд Зуйсюен нынешней провинции Куангнам). Она была окружена стеной пятиметровой высоты и глубоким рвом, наполненным водой. Точно посредине восточной стены располагались главные городские ворота, дорога к которым вела по дамбе, проложенной через ров. Царский дворец возвышался в юго-восточной части крепости, а в её центре, на вершине холма стояла большая башня, которую окружали четыре башни поменьше.
Согласно тямским надписям, эта крепость была известна как Симхапура («Львиный город»). В VII веке она являлась столицей царя Пракашадхармы (Прабхашадхармы) и крупным культурным центром, в X—XI веках продолжала оставаться важным звеном обороны Тямпы, но политическим центром страны больше никогда не была. В 50 км к югу от Чакиеу на высоком холме сохранились каменные глыбы от крепостной стены другой тямской цитадели, некогда возвышавшейся над долиной реки.
В городке Тьяуса провинции Куангнгай находятся развалины важного укреплённого города, который, возможно, тоже был одной из столиц Тямпы. Протяжённость крепостной стены этого города с каждой стороны составляла около 400 метров. Несколько цитаделей и укреплённых городов в провинции Биньдинь были построены вокруг новой столицы Тямпы — Виджайи, которую неоднократно захватывали войска вьетов и кхмеров.

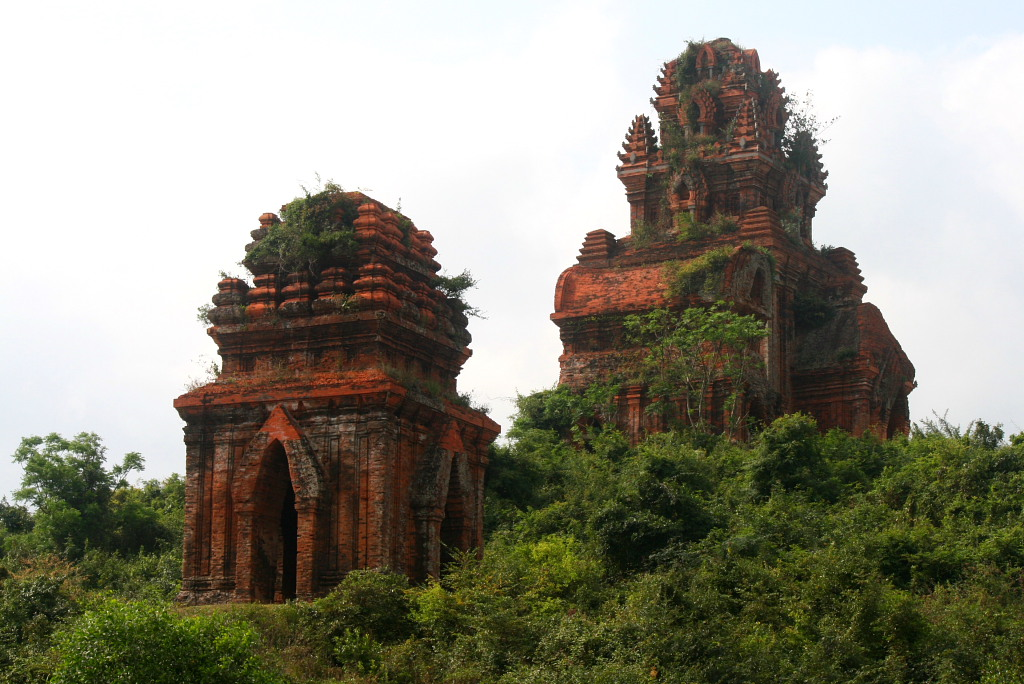
Тямские башни Баньит в провинции Биньдинь

В Тябане (25 км севернее от Куинёна) расположены руины древнего города. Он имел прямоугольный план (1400 x 1100 метров) и был обнесён земляным валом, облицованным латеритом. По туннелям, проложенным под валом, протекали ручьи, впадавшие в ров, который снаружи окружал город. В центре крепости находятся развалины башни Каньтьен («Медная башня»), построенной в XI—XII веках, рядом — руины дворца. Вокруг города сохранились следы дорог и мостов, а также более мелких крепостей, которые усиливали оборону Тябана.
Крепость Тханьхо в современной провинции Фуйен (к северо-западу от мыса Кега) в плане представляла собой квадрат со стороной 700 метров. Её окружала массивная стена, стоявшая на валу высотой пять метров, и глубокий ров. Южнее Тханьхо, над равниной у Фантхиета возвышается крепость Сонглуй, защищённая укреплениями, которые достигали в высоту 8 метров.
У портового городка Фанри в провинции Биньтхуан расположены остатки крепости, в плане напоминающей Паган. Хотя структура крепости традиционно тямская, местная традиция утверждает, что она появилась здесь относительно недавно. План формирует прямоугольник (1000 x 850 метров), расположенный на берегу реки, но он не ориентирован так строго, как цитадель в Хюэ. В начале XX века ещё сохранялись части крепостных валов высотой до 8 метров, представлявшие собой земляные насыпи, облицованные латеритом. В валах были устроены пять ворот (что не характерно для тямской фортификационной архитектуры), которые прикрывали стены. Наиболее защищённой областью был юго-западный угол крепости, который, видимо, наиболее часто подвергался нападениям (здесь имеются следы пролома в стене). Посреди крепости сохранились остатки здания, которое, вероятно, являлось башней-каланом.
Вся территория Тямпы была покрыта крепостями и укреплёнными городами, которые в разные периоды могли быть царскими резиденциями. Не все крепости поддаются точному отождествлению с известными столицами Тямпы, а известные названия столиц не могут быть приписаны ни одной из сохранившихся крепостей. Таким образом, либо часть древних столиц была полностью разрушена, либо существуют пока неизвестные науке крепости, скрытые в джунглях или под землёй.

## Администрация и политические институты
С конца IX века, после установления Индрапурской династии, вся власть сосредоточилась вокруг Тямпапуры. Отныне территория, находившаяся под контролем «царя царей», становилась гораздо больше, чем пространство, управлявшееся военным вождём в VI веке. По этой причине появился целый бюрократический аппарат, призванный передавать царские решения от столицы до периферии. Все высшие чиновники являлись кровными родственниками царя и представляли его интересы в отдалённых областях «земли тямов» (внутри царской территории, а тем более в Тямпапуре, они не носили царские титулы). Территория прямого подчинения «царю царей» не имела устоявшихся границ и нередко менялась в зависимости от новых завоеваний, политических или брачных союзов. Вокруг этой территории располагались уделы местных царей и князей, которые поддерживали с «царём царей» вассальные отношения, платили ему дань и пользовались на своей территории значительной автономией. Кроме того, эти региональные правители и их ближайшее окружение участвовали в управлении государством и поддерживали авторитет «царя царей».
Царь был краеугольным камнем всей дворцовой администрации. Со временем царский двор становился всё более иерархическим и многочисленным, а центральная власть всё более укреплялась (от столицы к окраинам и пограничным областям). Однако из источников неясно, как двор функционировал повседневно и откуда набирались царские чиновники.

### Царская семья

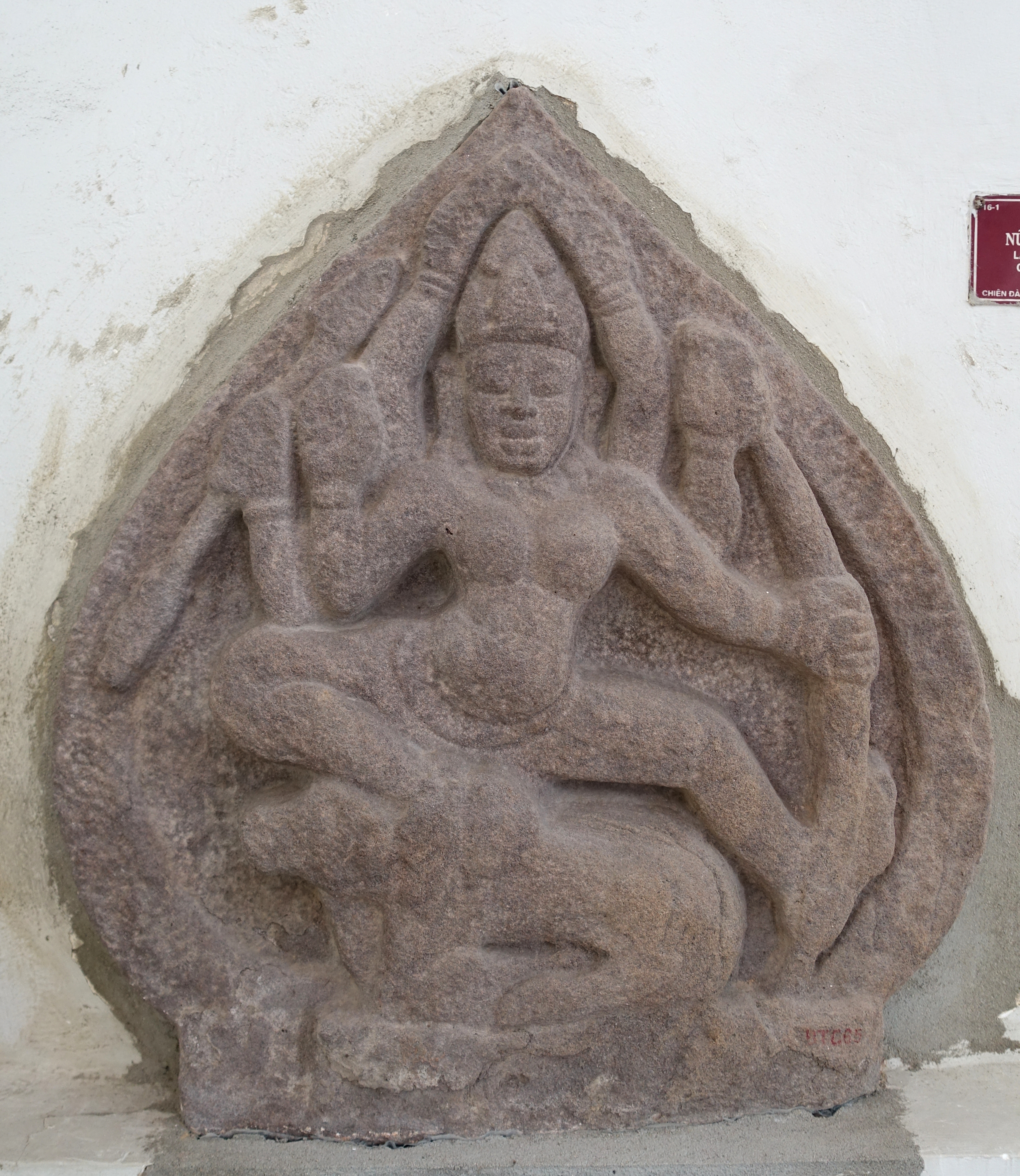
Скульптура Умы VII века. Музей тямской скульптуры в Дананге

Очень высокое положение при дворе занимали царские жёны, особенно главная жена (аграмахиши). Через своих жён царь завязывал родственные отношения с высшими сановниками и влиятельными родами. Если аграмахиши всегда принадлежала к царской династии, то другие жёны гарема были из семейств местных правителей, которые выдавали своих дочерей за царя в знак лояльности. Такая система брачных союзов служила внутриполитическим целям и укрепляла связи царского дома с региональными элитами.
Второй царь Индрапурской династии Джайя Симхаварман благодаря браку с княжной Трибхуванадеви из Вишнупурской династии мирно присоединил земли рода жены к своим землям. Брак мог служить и внешнеполитическим целям. Например, в начале XIV века после бракосочетания тямского царя Джайи Симхавармана III и вьетской принцессы войска Тямпы покинули две северные пограничные провинции. В этом случае жена являлась как бы компенсацией, а не знаком политической лояльности.
Царские дети также играли важную роль, хотя в надписях упоминания о них встречаются редко (их титулы даются как на чамском языке, так и на санскрите). Тямская титулатура была конкретней, подробней и точней титулатуры на санскрите, так как она была предназначена для информирования местных жителей. Например, в санскритской части надписи говорится: «наследник престола, племянник царя по женской линии», а по-чамски уточняется: «Его Высочество наследник престола, главнокомандующий и племянник Его Величества Парамешваравармадева». На вершине иерархии царских детей находился наследник престола — ювараджа («молодой царь»).
Ювараджа имел все царские привилегии, а также свои собственные земельные владения, которые мог расширять без специального разрешения царя. Ему было позволено дарить земли отдельным полководцам и чиновникам, освобождать их от податей. В отдельных случаях титул ювараджа служил высшим знаком отличия. Например, кхмерский царь Джайаварман VII дал сан ювараджи тямскому князю Видьянандану, воспитанному при кхмерском дворе (тот был одним из полководцев царя и отличился в нескольких походах). Таким образом, титул ювараджи можно было получить от царя в двух случаях: по праву рождения и в благодарность за некие выдающиеся заслуги перед короной.
Титул девараджа («божественный царь») также указывал на высокое положение в царской иерархии. Согласно надписям, этот титул в основном принадлежал потенциальным наследникам престола (прежде всего племянникам по женской линии, обычно — сыновьям младшей сестры царя), и его редко носили царские сыновья. Нигде в тямских надписях не встречается титул раджапутра («сын царя»), хотя в Индии и Камбуджадеше носители этого титула занимали высшее положение в иерархии двора.

### Придворные
Нередко цари даровали своему окружению часть царских полномочий. В честь этого они передавали им и царские инсигнии, в том числе белый зонт, меч, опахало, паланкин и другие регалии. Из членов царской семьи и высших сановников назначались те, кому доверялось держать важные царские предметы (например, коробочку для бетеля или кувшин с водой). В ближайшее окружение правителей входили целые семьи, готовившие царский бетель. Титул «подающего бетель» свидетельствовал о принадлежности к высшей знати Тямпы.
Ранние надписи, относящиеся к VI веку, упоминают членов царской семьи, которые участвовали в религиозных церемониях, но не имели никакой политической власти. Большинство дошедших до нас титулов и должностей сохранилось на санскрите, даже в более поздних текстах на чамском языке они чаще всего употребляются в санскритской версии. В VIII веке появляются первые упоминания о министрах и советниках. В X веке заметно усилилась роль царских родственников, которые служили советниками правителя.
В надписях появляются многочисленные названия придворных должностей, что свидетельствует об укреплении иерархии. Царь опирался на чиновников — членов своего рода, который он для укрепления единства включил в круг своей верховной власти. Употребление многих титулов и должностей со временем менялось, поэтому сложно точно определить их место в иерархии. Например, титул пу лянг в VIII веке обозначал членов царской семьи (как мужчин, так и женщин). Он часто встречался и в X веке, указывая на какой-то придворный ранг, но на какой именно — неизвестно (возможно, он принадлежал придворным, которые сообщали царские указы местным чиновникам).
Слово аджна изначально обозначало всех мужчин — членов царского рода, но потом только двоюродных братьев царя. Издавна утвердился обычай добавлять к царскому имени эпитет дева («божественный»). Однако он не был закреплён только за царской особой. Советники и приближённые придворные, принадлежавшие к царской семье, также носили титул дева.
Историкам точно не известно передавались ли придворные должности и титулы по наследству. Тямское политическое устройство являлось династическим, и каждая новая династия, приходившая к власти, производила её передел между своими членами. Поэтому маловероятно, чтобы какая-то семья могла по наследству занимать одну определённую должность при разных династиях. Однако некоторые должности (например, «подающего бетель») из поколения в поколение переходили членам одной семьи. Таким образом, некоторые наследственные должности могли существовать среди тямских придворных, но только не те, которые были связаны с престолонаследием.

### Иерархия и титулы
Согласно тямским надписям, существовали списки «подающих бетель», «носителей опахала» и царских жрецов, но в текстах не упоминается об их присяге на верность царю, как это было у вьетов и кхмеров. Чиновники носили особые знаки отличия, которые указывали на их место в иерархии. Царь иногда даровал эти знаки самым заслуженным чиновникам. В первую очередь это были паланкины и зонты — символы земной власти. Ранги чиновника различались по размеру паланкина, числу зонтов и материалу, из которого была изготовлена рукоять (золото или серебро). Подобная иерархия существовала при кхмерском дворе и была описана китайским послом Чжоу Дагуанем.
В VIII веке впервые появляются упоминания о высших придворных титулах Тямпы, в том числе о царском жреце (пурохита), министре (аматья или мантрин), советнике (саманта) и главнокомандующем (сенапати). Министр играл как политическую, так и религиозную роль: он присутствовал на всех важнейших церемониях престолонаследия и в придворной иерархии занимал место сразу же за наследником трона и принцами крови. За главным министром следовали другие советники «царя царей». Царский жрец был советником царя по личным и духовным вопросам. Он происходил из касты брахманов и нередко состоял в родстве с царской семьёй. Значительное влияние жреца обуславливалось тем, что он совершал «венчание на царство» и ритуальные жертвоприношения, а также воспитывал наследников престола.
Важное значение имели браки между брахманами и женщинами из царской семьи, которые подчёркивали престиж правящей династии и указывали на покровительство богов. Хотя статус тямских брахманов не был выше царского, как в Индии, они пользовались уважением и союз с ними был очень престижен. В целом иерархическая система Тямпы была менее жёсткой, чем варно-кастовая система Индии. Во внешнем выражении царской власти всегда были смешаны политика и религия, поэтому высшие должности Тямпы включали в себя и сакральные функции.

## Право и правосудие
О праве и правосудии Тямпы известно очень мало. Слово нити (буквально — «поведение») означало в чамском языке и «политику». Таким образом, в представлении древних тямов политика царя должна была служить своему народу примером достойного поведения. В Тямпе усвоили индийскую теорию о семи составных частях царства (анга). Согласно «Артхашастре», семь «сокровищ» служили выражением царской власти, а семью «частями тела» (под телом подразумевалось царство) являлись «царь, министр, земля и её население, крепкий город, богатства, армия, орудие наказания и союзник». Правитель был главной из этих частей, но опирался на другие.
Главным царским достоинством было могущество (шакти), которое касалось личности царя, его окружения и силы, с которой он действовал во внешней политике (оружие и богатства). Царь во главе своего государства всегда представлялся как победитель и «жезл» правосудия, воплощавший собой возмездие. Долг царя — оберегать свой народ от внешних угроз, обеспечивать благоденствие и с помощью судебной системы поддерживать справедливость. В силу традиций государь был наделён правом творить правосудие и карать виновных. Однако у современных историков нет сведений, какие наказания накладывали тямские цари на провинившихся.

## Армия

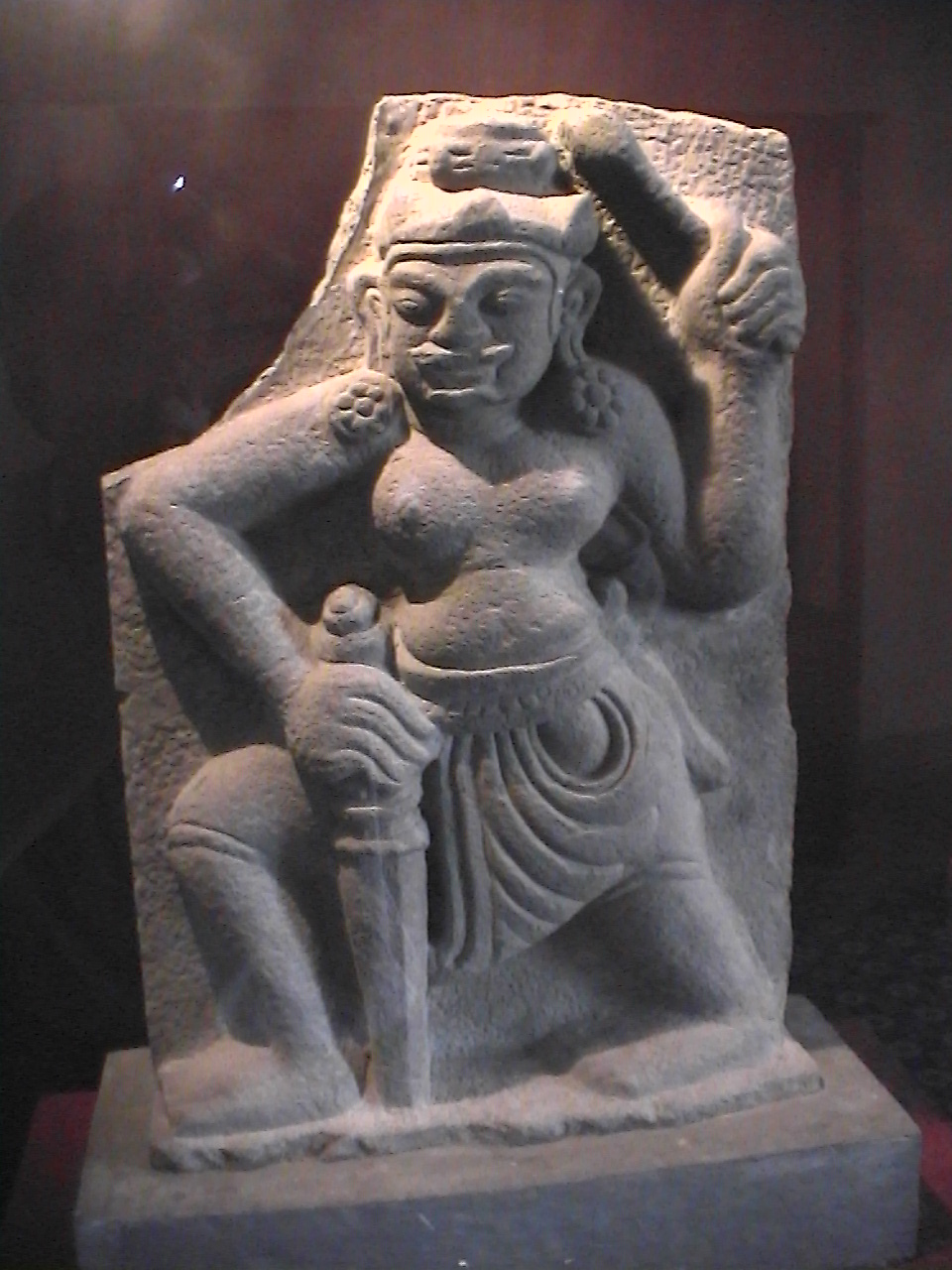
Скульптура воина с мечом. Художественный музей Хошимина

В Тямпе хорошо знали индийские теории завоевательной политики, которые учили использовать шесть основных методов дипломатии и четыре способа победы над врагом. Эти шесть методов включали мир, войну, ожидание, поход, обращение за помощью к могущественному соседу и двойную игру (разделение сил). Касательно внешней политики эти методы имели целью покорение других правителей. Четыре способа, с помощью которых царь применял предыдущие методы, включали в себя наказание, раскол, переговоры и дары (подкуп).
Согласно тямским представлениям о политике, целью войны была не аннексия другого царства, а его принуждение к покорности и выплате дани. Цари Тямпы содержали большое войско (в XIII веке — около 50 тыс. человек). Основным родом войск была пехота, конница появилась у тямов не раньше XII века. Главной ударной силой были боевые слоны, перевозившие лучников и копьеметателей.
Приблизительное представление о тямской армии можно составить по барельефам кхмерских храмов Байон и Бантей-Хмара, построенных при Джайавармане VII. На них изображены сражения между кхмерами и тямами, в которых участвуют главным образом пешие воины и боевые слоны. Тямские пехотинцы были одеты в короткие штаны, пояса пропускались между ног. Торс прикрывала куртка ниже пояса. На головах имелись шапочки с украшениями в виде цветка лотоса. Вооружение солдат составляли копья и продолговатые щиты.
Боевые слоны были в упряжи, на шее животного сидел погонщик с остроконечной палкой, а на спине крепилось большое седло (под него клали вальтрап, к которому крючками крепили колокольчики на верёвках). В седле размещался воин со щитом, метавший в неприятеля дротики, за ним находился оруженосец с зонтом, подававший воину копья или стрелы. Обычно вокруг одного слона находилось пять всадников и 30 пехотинцев, прикрывавших животное спереди и сзади.
Когда в 1044 году войско вьетского императора высадилось южнее нынешнего Хюэ и двинулось на Куангнам, его встретили пехотинцы и боевые порядки слонов. Кавалерии у тямов было мало, лошадей приходилось завозить из Китая. Воины ездили на лошадях без седла, на одном чепраке, в одной руке они держали вожжи, в другой — копьё. Также на вооружении пехотинцев и всадников находились луки со стрелами, различные секиры и короткие мечи, их защищали разновидности кольчуги или лат. Армию в долгом походе сопровождал обоз со снабженцами, фуражирами, поварами, лекарями и женщинами, а также военные музыканты с конхами и барабанами.

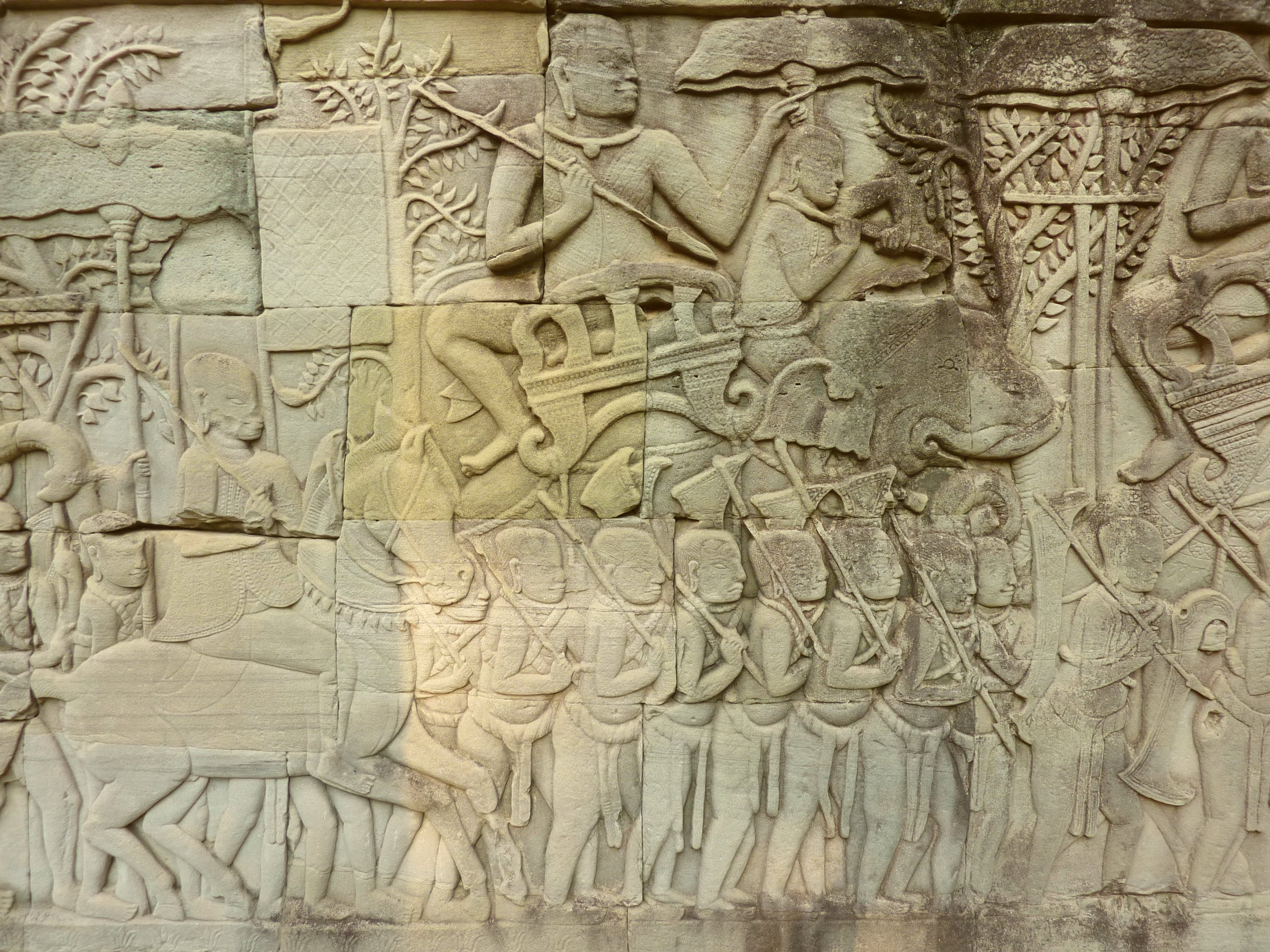
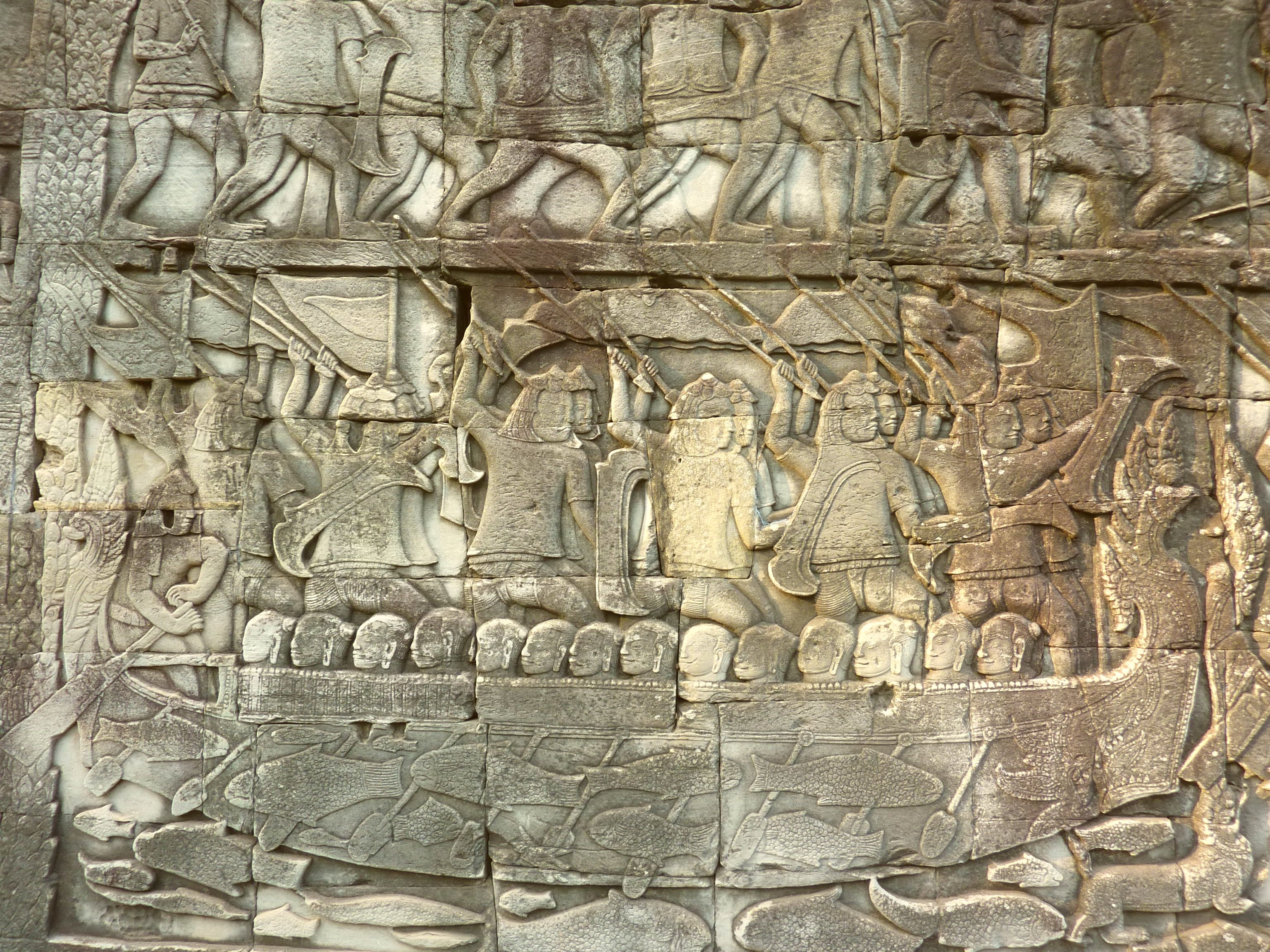
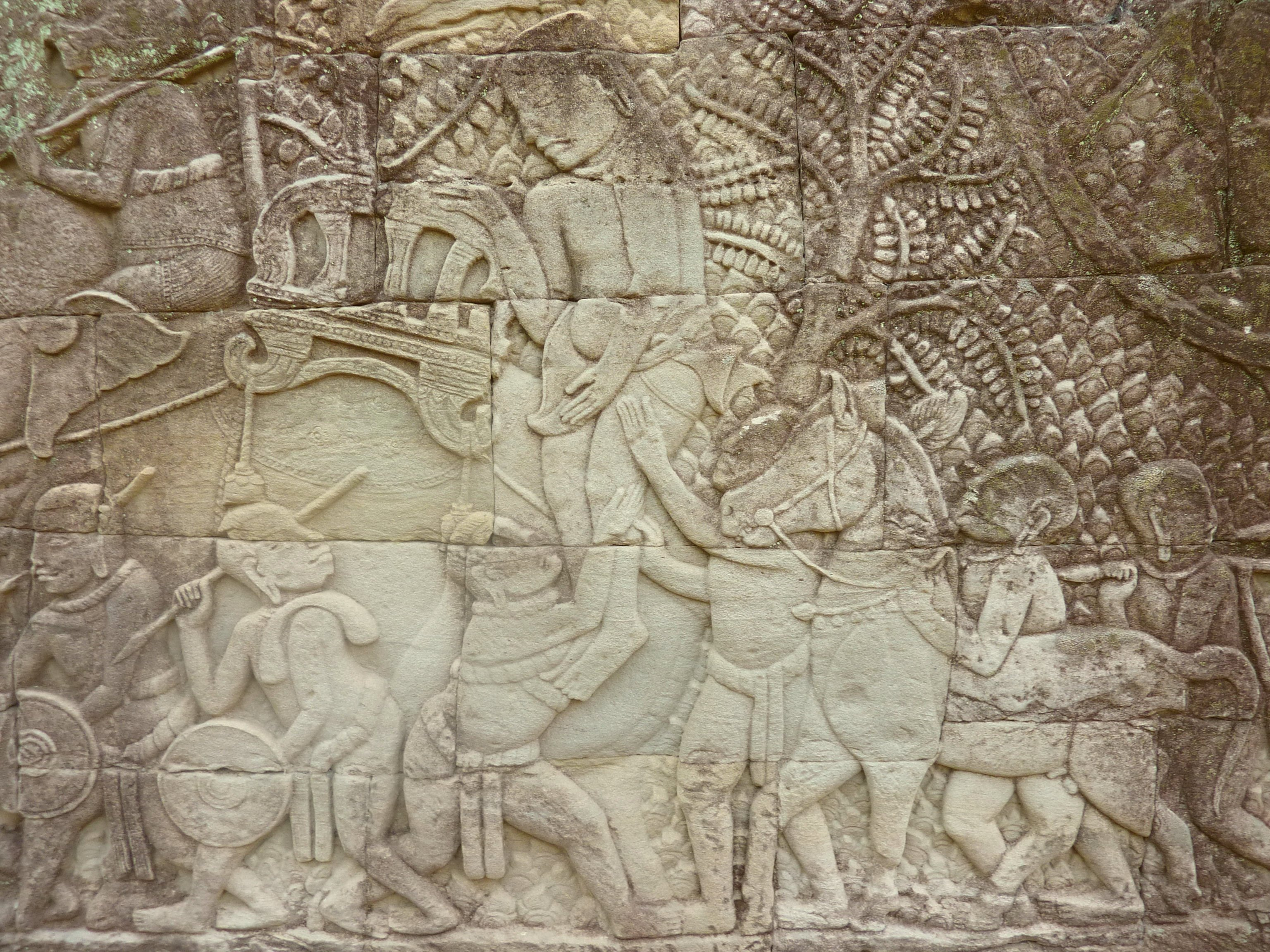
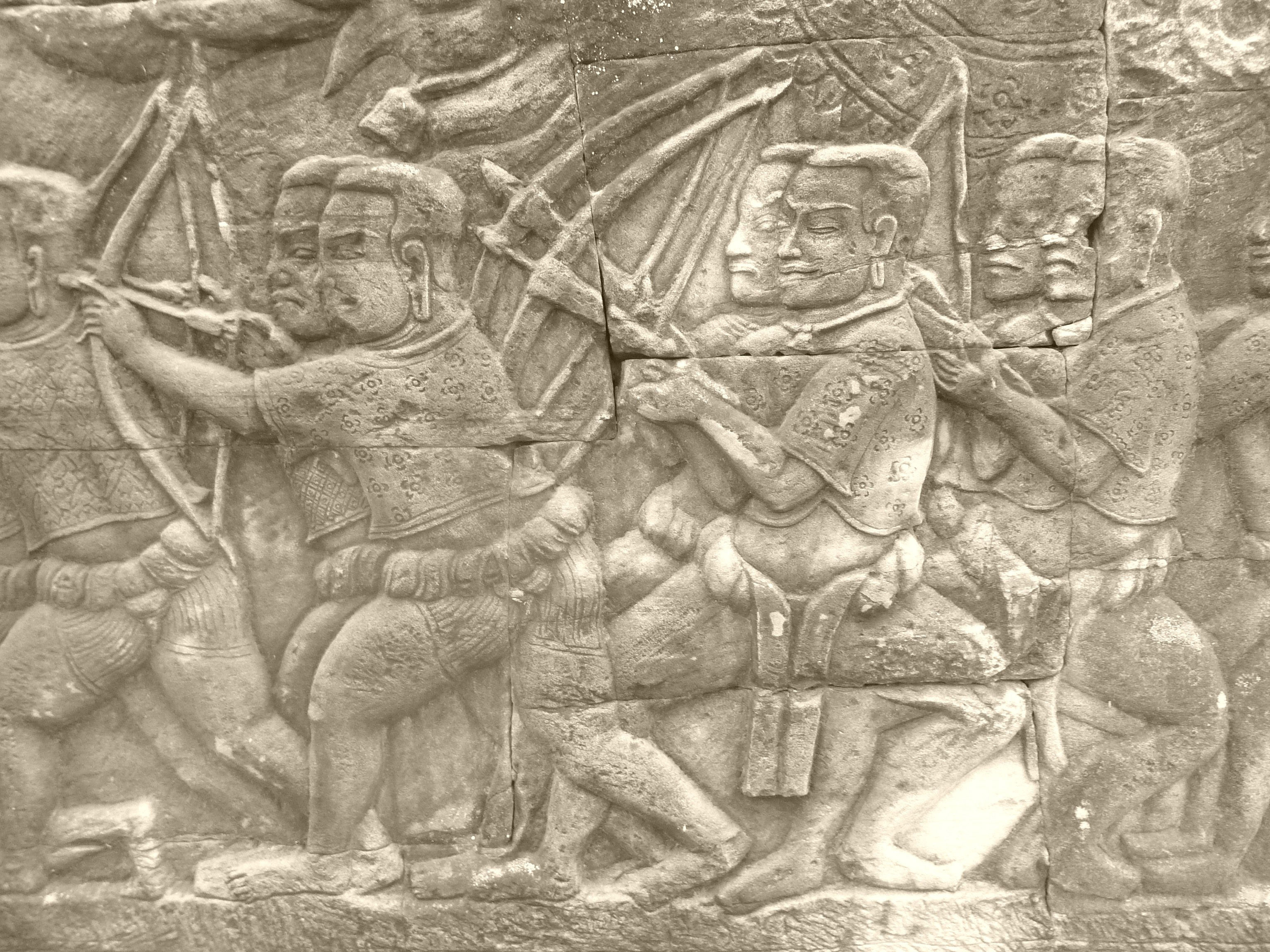
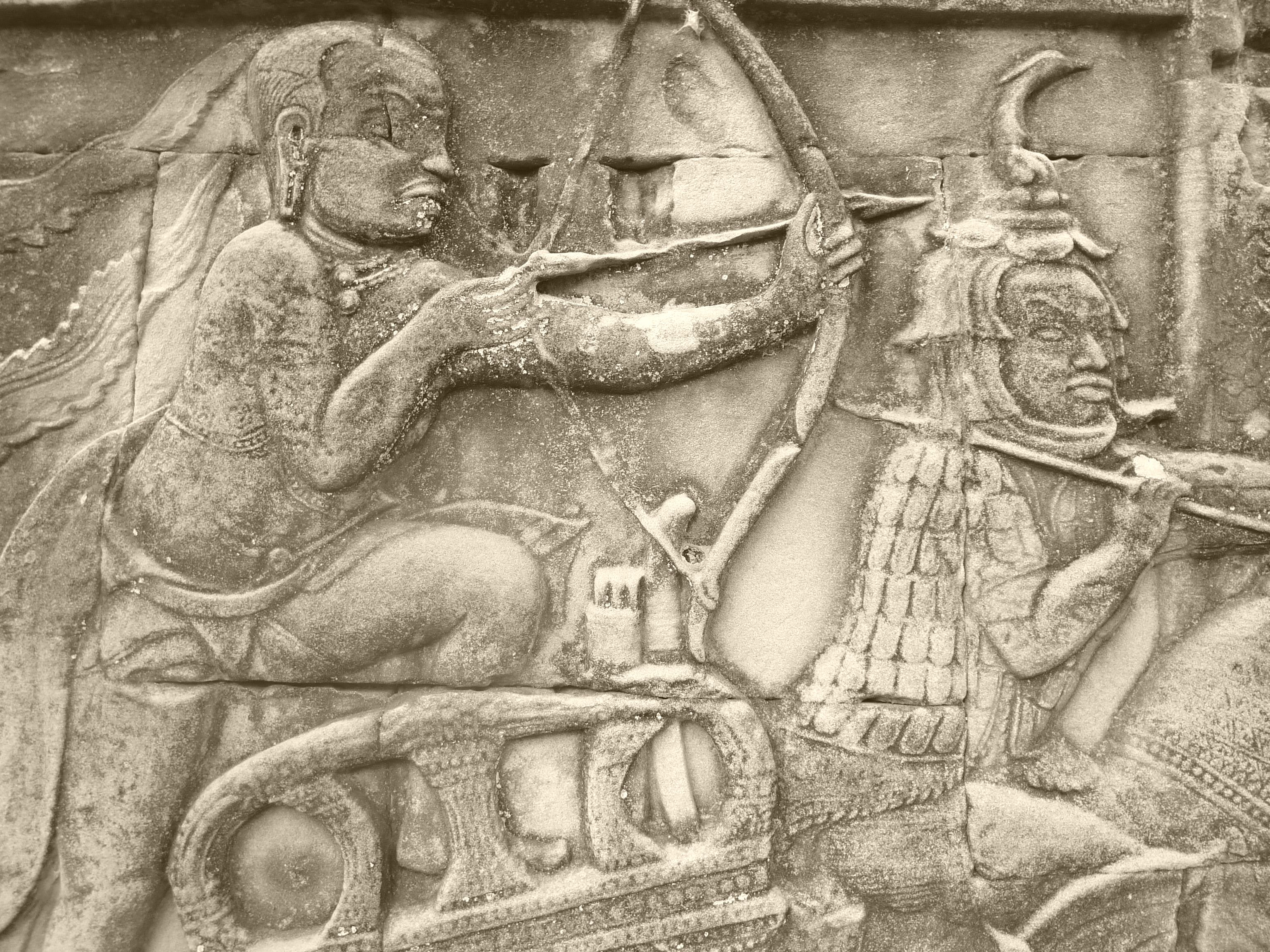
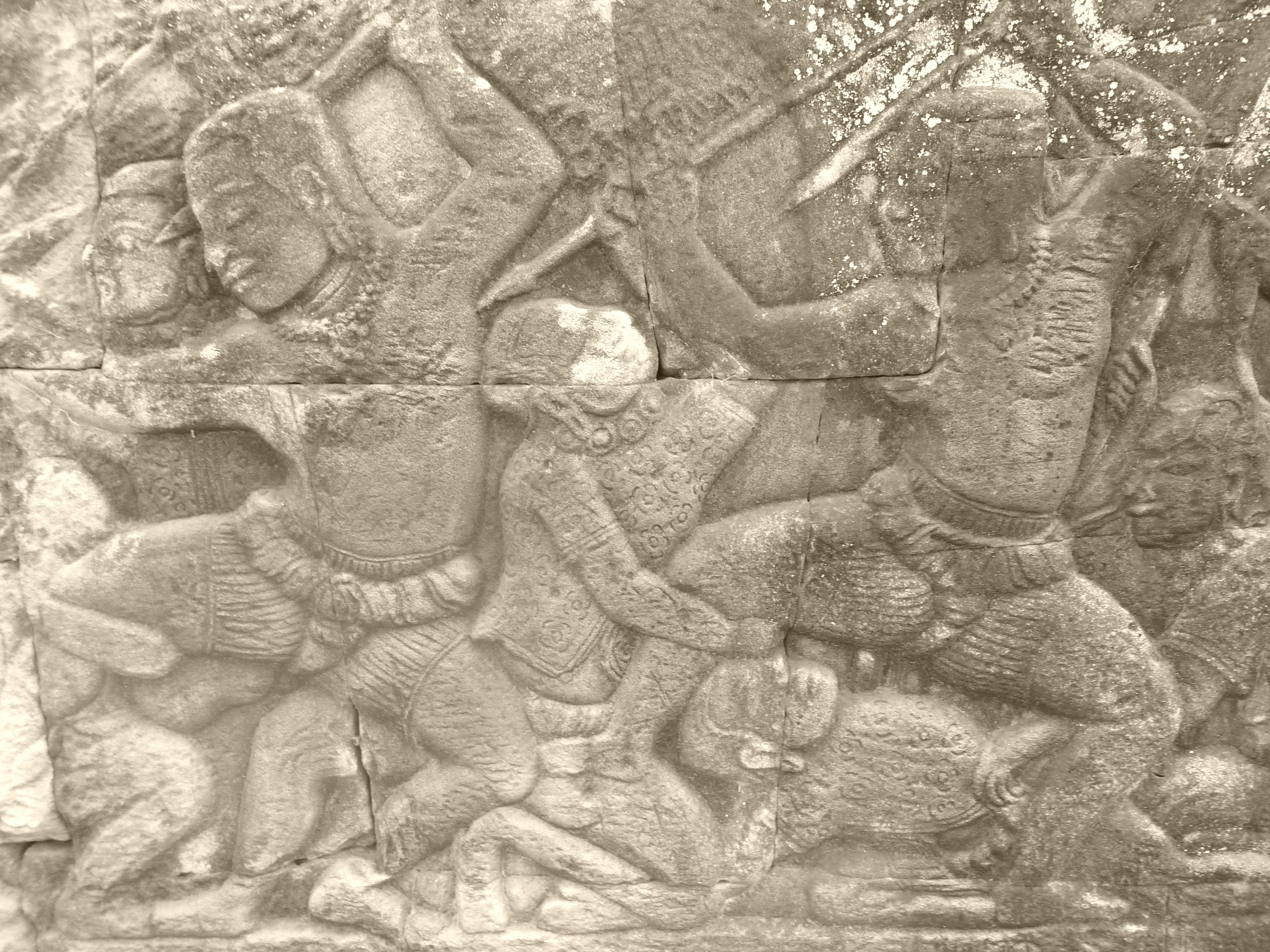

Тямы славились как прекрасные мореплаватели, их военный флот включал как большие суда, так и лёгкие джонки. Согласно кхмерским барельефам, лёгкие тямские суда имели низкую посадку, удлинённую форму, расширенную в середине и заострённую с обоих концов (в длину достигали 25 метров, ширина составляла от 1,5 до 1,8 метра). Суда ходили на вёслах, сидевшими в два ряда гребцами командовал рулевой, располагавшийся на корме. Обычно на кораблях также находилось 15 — 20 вооружённых воинов, использовавшихся при десантировании или абордаже. Носы кораблей украшали резными изображениями макар или других мифических животных. Резные фигуры на носу и корме расписывали яркими красками или покрывались позолотой. Суда делались из цельного куска дерева твёрдых пород, некоторые покрывались лаком.
Военная добыча частично доставалась царю, частично распределялась между полководцами и воинами. Военнопленные, составлявшие значительную часть этой добычи, пополняли число рабов. В первые века тактика войны сводилась главным образом к стремительным грабительским набегам и число военнопленных было невелико. Однако, начиная с XI века число упоминаний о рабах растёт, они составляют значительную долю рабочих при храмах и на царских землях. В тямских надписях встречаются кхмеры (кхвир), вьеты (явана или иван), лао (лов), сиамцы (сиам), бирманцы (пукам), горцы рандали, мада и кирата, причисляемые к «туземцам» (млеккха).

## Комментарии
1. ↑  В критические моменты истории «царь царей» избирался из среды тямских правителей с целью защиты страны от внешних угроз.
2. ↑  В конце своей истории Линьи было поглощено соседним тямским царством. К этому времени большинство населения Линьи уже составляли тямы.
3. ↑  Также он известен как Индраварман II.
4. ↑  Кроме жён и наложниц из царского гарема вьеты угнали в плен около 5 тыс. воинов, ремесленников, музыкантов и танцовщиц. Пленные были расселены по родам в деревнях, получивших тямские названия.
5. ↑  Во вьетских источниках пленного царя звали Те Кы и с большой долей вероятности можно предположить, что это был не Рудраварман, правивший на юге Тямпы, а кто-то из северных тямских царей.
6. ↑  С этого времени сложился военно-политический союз тямов и вьетов против кхмеров, которому не препятствовали пограничные конфликты между союзниками и временные перемирия между тямами и кхмерами.
7. ↑  Согласно карте, составленной Анри Пармантье в 1912 году, на тот момент на северном берегу реки ещё существовали остатки стен, ворот и рва, а также следы 13 башен — шести на северной стороне и семи на западной.

### На русском языке
- История Востока. Том II: Восток в средние века / Алаев Л. Б., Ашрафян К. З. (ответственные редакторы). — Москва: Восточная литература РАН, 2002. — ISBN 5-02-017711-3.
- История Вьетнама / Мхитарян С. А. (ответственный редактор). — Москва: Наука, 1983.
- Швейер Анна-Валери. Древний Вьетнам. — Москва: Вече, 2014. — ISBN 978-5-9533-3838-7.
- Шпажников Г. А. Религии стран Юго-Восточной Азии. — Москва: Главная редакция восточной литературы издательства «Наука», 1980.

### На других языках
- Barua Pradeep. The State at War in South Asia. — Lincoln, Nebraska: University of Nebraska Press, 2005. — ISBN 9780803213449.
- Coedès George. The Indianized States of South-East Asia. — Honolulu: University of Hawaii Press, 1968. — ISBN 9780824803681.
- Hardy Andrew David, Cucarzi Mauro, Zolese Patrizia. Champa and the Archaeology of Mỹ Sơn (Vietnam). — Singapore: National University of Singapore Press, 2009. — ISBN 978-9971-69-451-7.
- Maspéro Georges. The Champa Kingdom: The History of an Extinct Vietnamese Culture. — Bangkok: White Lotus Press, 2002. — ISBN 9789747534993.
- Middleton John. World Monarchies and Dynasties. — New York: Routledge, 2015. — ISBN 9781317451587.
- Minahan James. Encyclopedia of the Stateless Nations: A-C. — Westport: Greenwood Press, 2002. — ISBN 9780313316173.
- Ooi Keat Gin. Southeast Asia: A Historical Encyclopedia, from Angkor Wat to East Timor, Vol. 1. — Santa Barbara: ABC-CLIO, 2004. — ISBN 9781576077702.
- Guillon Emmanuel and Rooney Dawn F. Champa (англ.). Oxford University Press. Дата обращения: 11 мая 2016.  (требуется подписка)
- Pande Govind Chandra. India's Interaction with Southeast Asia, Vol. 1. — Delhi, India: Project of History of Indian Science, Philosophy and Culture, Centre for Studies in Civilizations, 2006. — ISBN 9788187586241.
- Schliesinger Joachim. Elephants in Thailand: Through the Ages. — Bangkok: White Lotus Press, 2012. — ISBN 978-1-63323-238-9.
- Sen Sailendra Nath. Ancient Indian History and Civilization. — New York: New Age International, 1999. — ISBN 9788122411980.
- Tarling Nicholas. The Cambridge History of Southeast Asia: Volume 1, From Early Times to c. 1800. — Cambridge: Cambridge University Press, 1992. — ISBN 9780521355056.